# 三国志 (横山光輝の漫画)
『三国志』（さんごくし）は、横山光輝による日本の漫画。希望コミックスにも登場した。1971年から1987年まで、潮出版社『希望の友』『少年ワールド』『コミックトム』に月刊連載された。
横山光輝の代表作の一つで、吉川英治の小説『三国志』（以下、吉川三国志）を基調に独自の解釈等々を織り交ぜて描かれた作品。「吉川三国志」が諸葛亮の死で終わっている（篇外余録で晋による天下統一までが解説される）のに対し、本作は全60巻で蜀が滅亡するまでを描いている。
『三国志』を描いた漫画の先駆にして、黄巾の乱に始まり蜀の滅亡までを描ききった長大な作品である。この作品によって横山光輝は1991年、第20回日本漫画家協会賞優秀賞を受賞した。2020年5月時点で累計発行部数は8000万部を突破している。

## 表現
単行本20巻までは児童向け雑誌である『希望の友』および『少年ワールド』で発表されていたこともあり、登場人物のセリフや表現が子供でもわかりやすいように横山によって配慮されていた。読者に大人が多いことを知ると横山は描き方を変更した。
また、張飛が孫悟空の緊箍のような輪を身につけた、向こう傷の大男に描かれたり、ひげを生やした十常侍（詳細は宦官を参照）、ひげ面で巨漢の呂布、そして痩せている董卓など、一部の登場人物の外見は『三国志演義』には基づいておらず横山独自のものになっている。また、中国の一夫多妻制度が日本人になじみがないと劉備の妻妾を「玄徳夫人」と一人の人物にしたほか、荀彧、程昱ら曹操の参謀らが多数登場させることも煩瑣だと、はっきりとした描き分けをしなかった。後漢末を描いた作品ながら、連載初期には登場人物の服装が唐・宋・明代のものになっているが、当時は中国との国交も完全には回復しておらず、後漢末期の風俗を記す資料などが手に入りにくかったとする旨のコメントを横山自身が寄せている。そのため、幽州太守の劉焉が天子しか付けることを許されない冠（冕冠）をつけていたなどの連載中に見つけた不都合点をコミック版になってから修正したほか、以後も官職や時代に合っていなかった服装などを、テレビのロケなどで中国に幾度も訪れて始皇帝陵などを参考に研究し、1997年に発売された文庫版で「一新」としてこれらの修正を加え、言葉なども一新した。やはり漢末のものではない武将の鎧・武器については修正されていないが、これは先行する三国志を題材とする諸作品でも同一である。また、相当な長編であるため、長らく登場しなかった人物が骨格までまったく別人のようになって再登場することもある。
単行本における19巻で掲載誌『少年ワールド』が休刊。その約半年後に『コミックトム』が創刊となり連載が再開された。これに合わせて、「官渡の戦い」から袁氏滅亡に至る曹操の華北平定という魏建国の基礎にあたるエピソードがほとんど削られている。削られた部分については、作中でも時間が経過した設定になっており、青年的な容姿だった劉備や曹操が中年的容姿に変わっている（関羽や張飛など、容姿に変化がない登場人物もいる）。また、その結末も59巻で五丈原の戦いでの諸葛亮の死（234年）を描き、残り1巻あまりで蜀の滅亡（263年）までの30年間を描き、魏に成り代わる晋の誕生、そしてその晋による呉の滅亡・天下統一までは描かれていない。60巻の主人公と言える姜維についても、魏に降伏した所で出番が終了しており、蜀復興に向けての策略とその失敗による死は割愛されている。諸葛亮死後の話が大幅に割愛されているのは、吉川英治の小説と同様である。
『コミックトム』に衣替えした20巻以降、成年層の人気が高まったこともあり、『三国志』前半のハイライトであるはずの「官渡の戦い」の扱いに対して批判が高まった。横山としては再度掲載誌が休刊になる前に完結することを最優先させていたが、連載終了後、番外編として執筆する構想もあったという。しかし、その後も新連載が続いたことから、結局頓挫した。

## 登場人物
カッコ内は希望コミックス登場巻。

### 蜀（劉軍）
本作の軸となる国。首都は成都。険阻な山岳に守られた要害の地。

#### 君主
劉備
本作の主人公。（1〜45巻）
字は玄徳、本作では主に字で呼ばれる。幽州涿郡涿県の楼桑村に住まう母親思いの心優しき青年。
情に厚く徳を備えた英傑であり、民衆からも敬愛される人望の持ち主である。
母と共に筵や草履を売って生計を立てていたがある時、母から漢王朝の一族の中山靖王劉勝に繋がる自分の出生の秘密を聞く。疲弊した世を正し、民衆を救う事が自分の天命と悟り、義兄弟の契りを結んだ豪傑である関羽・張飛と共に漢王朝復興を目標に立ち上がり、諸葛亮・趙雲・黄忠・龐統・馬超等の人材を目標や人徳によって得ていく。
しかしライバル曹操とは対照的に世渡りが不得意であるために若年期は出世に恵まれず、仁義を重んじるあまり長らく隠遁・雌伏の苦労を味わった後に大成した遅咲きの人物であり、40代後半で稀代の軍略家である智将・諸葛亮孔明を得た事（三顧の礼）を機に、隆中策を基軸に進むべき道を定め、天下に覇を唱えんとするライバル曹操に対して本格的な対抗を開始する。
元々は曹操とは親友以上の間柄であったが、漢王朝に対する思想の違いから決別する。
孔明加入後は厳格な規律や統制を第一とし、真っ先に守備を固めて曹操軍の攻撃を打ち払い、その隙に赤壁の戦いで曹操軍を弱体化させ、堅く守りながら電撃的な荊州南部平定と蜀攻めで颯爽と次々に勢力を拡大・進出していく。
その後は漢中を平定して漢中王となり、その後に魏の曹丕が皇帝となったため、魏への対抗策として蜀の皇帝となる。
関羽・張飛の死後は冷静さを欠いて怒りを抑制する事ができず、彼らの仇を討つべく孔明らの反対を押し切って呉に侵攻するも夷陵の戦いで陸遜に大敗。失意の中で病を患い、仲間達への感謝と死んでいった者達への謝罪を語り、孔明らに後を託して没する。
劉禅
蜀の二代目皇帝。玄徳の子で、幼名は阿斗。
皇帝に即位した時は普通の青年として描かれていたが、回を重ねるにつれ肥満した容貌となり、優柔不断で周りの言葉に振り回される暗愚な人物として描かれる。趙雲には二度助けられている。
孔明の死後はやがて酒色にふけり、戦を嫌うようになり、魏軍が成都に迫ると「今までどおりの暮らしができるのなら」と降伏した。

#### 蜀将（劉将）
諸葛亮
蜀の丞相であり主柱的存在。玄徳の死後は物語後半の主人公。（21 - 59巻）
字は孔明。水鏡先生から「伏竜（臥龍）」と称された逸材だが、荊州の草蘆に隠棲し、その才能を知る者は限られていた。
発明家の一面も併せ持ち、木牛流馬や木獣、連弩などを発明したこともある。重要な会話を盗み聞きされないよう羽扇を常に携え、四輪車で行動するのが特徴。
玄徳に三顧の礼によって迎えられ、「天下三分の計」を提案する。幕下に迎えられてのちは「水魚の交わり」と比喩される親密な主従関係を結ぶ。神算鬼謀によって赤壁の戦いや蜀平定戦などにおいて貢献し、玄徳の臨終の際には蜀の後事を託される。
玄徳の遺志を継ぎ、出師の表を劉禅に提出して数度に渡り北伐を実行する。
北伐では弟子の姜維を自身の後継者に指名し、魏の司馬懿と激闘を繰り広げ、何度も魏軍と司馬懿を追い詰めるも長安を落とす事はかなわず、激務による疲労で病に倒れ、姜維らに後を託して五丈原にて没する。
司馬懿からは「人を見る目が無い」と人事が苦手である事を評価されているが、その一方では魏延の本性を見抜いたり、馬岱が忠義の士である事を判断したり、黄忠や孫権の性質を悟るなど、人を見る目が無いとは言えず、人事に関しては賛否両論がある。
関羽
玄徳の義弟であり、義兄弟の中では次兄にあたる。蜀の五虎大将軍の筆頭。（1 - 42巻）
字は雲長。大きな体躯と立派な顎鬚が特徴の豪傑で徐州で王忠と戦う以前は太刀を、それ以降は青龍偃月刀を武器とする。義弟の張飛とは異なり理知的な性格である。
子供を相手に塾を開き学問を教える生活をしていたが桃園の誓いにより玄徳の義兄弟となり、以後付き従うことになる。張飛とともに一騎当千の武芸と、「関羽の不覚は一度も見たことがない」と称されるほどの用兵で天下に恐れられる。
逆賊軍となった劉備軍が官軍（曹操軍）に追い詰められた際に張遼から投稿を説得されるが「曹操への降伏ではなく献帝（漢王朝）に降伏する」という曹操の家来になる事を拒否する事を前提に、官軍に一時投降した。その後は献帝から官位を与えられ、曹操が親しく接するも玄徳への忠誠を貫き、曹操の配下となる事への誘いを一切拒否し、玄徳が生きている事を知ると関所を強行突破して北上し、玄徳・張飛・趙雲と再会する。
曹操に対して友好的に接する場面もあるが、基本的には漢王朝に対する思想の違いから曹操を強く嫌っており、狩りで献帝を蔑ろにした曹操に激しい怒りを向け、殺そうとしている。玄徳からも「張飛ですら知らぬ事」と言われる程の怒りであり、普段は冷静である関羽が曹操に対しては激しい怒りを見せて殺そうとしたため、曹操への険悪が相当な大きさとして描写されている。
その後は荊州の守備に就き、部下には人望が厚かったが、プライドの高さから内部の武将・名士の意見を軽んじることがあり呉による荊州侵略の遠因となる。当時無名だった陸遜を侮って不覚を取ってしまい、呂蒙による荊州を攻略され捕らわれる。最期は養子の関平と共に斬首された。享年58。
その首は魏に送られ蜀の注意を魏に向ける計略に使われたが、司馬懿に見破られ曹操の手により国葬とされた。
張飛
玄徳の義弟で末弟。五虎大将軍の一人。（1 - 43巻）
字は翼徳（史書『三国志』では「益徳」とされる）。玄徳と知り合う前は幽州の鴻家に仕え、それまでの戦いで808人もの敵を倒したことから「八百八屍将軍（はっぴゃくはっししょうぐん）」と呼ばれる。その後鴻家は黄巾賊に滅ぼされ、主君の仇を討つため黄巾賊に入り機会を窺っていたところで玄徳と出会う。桃園の誓いにより義兄の関羽同様、玄徳に付き従うことになる。
荒々しい風貌で玄徳と再会した際に顔に初登場時にはなかった刀傷ができていた。関羽と並ぶ巨躯を誇る豪傑で蛇矛を武器とする（玄徳が徐庶を召し抱えた頃から蛇矛を本格的に使うようになり、それまでは薙刀のような武器を使っていた）。常人なら3人がかりで持ち上げるのがやっとの薙刀を片手で楽々と扱う桁外れの腕力を有し、関羽が曹操に対して「拙者より義弟張飛のほうが強い」と言わしめた猛将。
関羽とは対照的に武勇一辺倒で、酒癖が悪く短気な性格。それらが元で部下や兵卒に暴力を振るうこともしばしばで、玄徳らから叱責を受けることも少なくなかった。しかし、人情を重んじる涙もろい面もあり、裏切りや卑劣な行いは許さない正義感の持ち主。自らの不始末で呂布に徐州を奪われて以降は礼節をもって敵将と接したり、将としての風格を徐々に身に着けるようになる。
素面時は智将でもあり、徐州に攻めてくる曹操軍に対して関羽と連携する策を劉備に提言したり、曹操軍の劉岱を策で捕らえたり、長坂の戦いで曹操軍を欺いたり、厳顔を説得したり、張郃を策略で打ち破っている。関羽や趙雲以上の策士であり、諸葛亮からも才を認められている。
しかし酒に溺れると粗暴になり、夷陵の戦いで范彊・張達に「三日以内に白装束を揃えるように」という命令を下し、「できなければ斬る」と脅す。そのため刑罰を恐れた二人に寝込みを襲われ、逆に殺されてしまった。
趙雲
蜀の宿将、五虎大将軍の一人。（6 - 53巻）
字を子龍。細い目が特徴の偉丈夫であり、清廉潔白の性格の持ち主。諸国を旅し袁紹、公孫瓚と仕えるが、どれも仕えるべき器の人物ではないと感じ主君を変える。やがて玄徳と主従の関係を結ぶことになる。
清廉潔白な性格に加え「全身肝っ玉」といわしめる度胸の良さで多くの戦に貢献する。色香に惑わされず、武士としての体面を重んじる様は玄徳に「真の武士」と称されるほどである。槍術に巧みで、関羽、張飛と並ぶ武勇の持ち主。孔明の北伐の際に一気に老け込む。街亭の戦いから帰還した後に病に倒れ、世を去った。その他の『三国志』の創作作品ではしばしば美丈夫に描かれるが、本作品では屈強な武士然とした面相で描かれている。
黄忠
五虎大将軍の一人。（28 - 43巻）
字は漢升。関羽と渡り合う腕を持ち、百発百中の弓の名手でもある老将。
蜀攻めの最前線となり、漢中平定や呉攻めでも活躍するなど、蜀建国の功労者である。
元は狭量な太守・韓玄に仕えていたが、忠義に厚く、劉備軍による荊州平定の際には主君への忠義のために家に閉じ籠ったが、劉備に説得されて配下となる。仁義にも厚く、公平を重んじて戦った関羽を高く評価した。勝気な性格でもあり、関羽や張飛等の同僚に対する負けん気が強く、参戦を強く主張し、常に戦に命を投げ打つ決意がある。
策を用いて成功を収める事が得意であるが、勝気なために無茶をする傾向がある。
定軍山の戦いでは法正を副将に携え、大将を務め見事に夏侯淵を討ち取り、漢中平定に貢献した。
呉攻め（夷陵の戦い）では若い世代に負けるかと負けん気を発揮するも重傷を負ってしまい、張苞・関興に救われるも、駆け付けた劉備の目の前で感謝を伝えて息を引き取る。
馬超
五虎大将軍の一人。（30 - 49巻）
字は孟起。史実とは反対に、乱世を貫く熱き魂の正義漢として描かれている。
蜀随一の豪勇・猛将であり、何事にも怯む事なく威風堂々としており、張飛に苦戦させる武勇を持つ青年。
曹操に父馬騰と弟達を謀殺され、韓遂と共に復讐戦を起こすも賈詡の策略により韓遂に裏切られ敗れる。
漢中の張魯に身を寄せ恩を返すために成都の援軍に向かうも、玄徳と通じた張魯配下の楊松の策謀で張魯との関係が悪化し、李恢の説得を聞き入れ玄徳の下に降り臣従する。
余人は武勇誉れな馬超を「西涼の錦馬超」と称し、西方の異民族も「神威大将軍」と畏敬の念を抱いている。
武勇においては許褚や張飛と互角に渡り合うほどの実力を持ち、何度か異民族の侵入も阻止している。
蜀加入後は「真の盟主を仰ぎ、雲間から光を見たようだ」という趣旨を述べている。
蜀成立以降は目立った活躍ができず、南征後に死去した。
魏延
蜀の猛将。（28 - 59巻）
字は文長。最初は劉表配下で、曹操軍来襲時に劉備軍を襄陽城へ避難させようしたが、城内混乱のために劉備軍は入城を断念した。その後は曹操に降伏した荊州を去り、韓玄に仕えるが、韓玄による悪政と処刑寸前の黄忠救出を理由に民衆と共に一揆を起こし、韓玄を殺害する。荊州を去った事と韓玄への裏切りを理由に孔明から危険視されるが、玄徳の取り成しで劉備軍に加入する。その後は劉備に忠義を貫き、先鋒として蜀攻め・漢中平定・南征・北伐等で活躍する。
五虎大将軍が全員亡くなった後、姜維・馬岱・王平等と共に蜀の主力として活躍するが、孔明とは戦略を巡って度々衝突するようになり、不遜さが目立ち始める（演義における反骨の相の話が出るのはこの時）。その後、呉の孫権からもこのことを指摘されている。
孔明亡き後、楊儀と対立し謀反を起こし自ら蜀の覇者を目指すも、馬岱に斬られる。
龐統
玄徳の副軍師。
字は士元。水鏡先生から「鳳雛」と称された逸材で、孔明に匹敵する智謀を持つ。
周瑜の招きにより呉陣営に加わり、蔣幹を欺いて曹操のもとへ赴き、彼に連環の計の実行を進言した。曹操のもとから帰途する際に旧友の徐庶に遭遇して、戦いに巻き込まれない秘策を授けた。
名声は轟いていたものの、汚い身なりと無愛想な態度をとっていた。周瑜の死後、魯粛の推挙で孫権に招かれるも、その横着な態度により怒らせたため起用されず、孔明の推挙で玄徳に執り立てられた。
溜まった大量の雑務を一気に1日で明快に片付けるなど、処理能力では孔明よりも高い能力を持つ。
玄徳の蜀侵攻の際には軍師の役割を担う。玄徳に絶対的な信頼を置かれる孔明に多少の嫉妬感を抱き、孔明の考えとは別に成都を二方向から挟み撃ちするという策を実行する。その内の一隊を自ら率いることになるが、落鳳坡にて張任配下が放った矢に当たって戦死した。
徐庶
字は元直。孔明、龐統と並ぶ天下の奇才。玄徳の下で「単福」という偽名を使って仕え、軍師を務めた。
その用兵術の見事さを曹操に高く評価され、親孝行者である事を利用した程昱の謀略により親に会うために魏へ行く事となる。
玄徳の将達とも友好的であり、去り際に関羽・張飛から「達者でな」「おフクロさんを大事にしなよ」と励まされ、涙し、玄徳に孔明の存在を伝えた。
アニメ版では張飛と親友になっている。
魏に行ってからは「我が智謀を魏のためには決して使わない」という誓いを立て、玄徳と再会した時は「我が君」と呼び、曹操を嫌って呼び捨てにするなど、表面上は魏に仕えるフリをし、実際には最後まで玄徳に仕えていた。
龐統の進言により西涼への遠征軍を率いる役割を引き受け、赤壁の戦いによる難を逃れている。
姜維
蜀の名将。（50 - 60巻）
字は伯約。20余歳の若武者で、長老も舌を巻く知識を持ち、趙雲、魏延との一騎討ちにも一歩も引かない文武両道の将で「天水の麒麟児」と異名を取る。母思いの親孝行な人物としても有名。
当初は魏将として登場し、孔明に初めての敗北を味わわせる。その才能を見込んだ孔明の計略によって蜀軍に加わる。
以降、孔明の軍略を受け継ぎ、孔明の臨終の際には蔣琬、費禕らと共に後事を託された。孔明死後は主役格として蜀の北伐を指導するが、幾度か奮戦するも功実らなかった（『演義』ではかつての司馬懿の部下・郭淮や、その他にも魏将を討ち取る活躍が描写されるが、本作では大幅に省略されている）。
魏の蜀侵攻時には剣閣に陣を張って迎撃し、魏の大軍を相手に一歩も引かなかったが、鄧艾が成都を降伏させたことを知ると、部下と涙しながら自らの剣を折って無念を嘆じた。
史実ではその後、魏将の対立に巻き込まれて死亡。演義においては蜀復興の陰謀が失敗して亡くなったとされるが、本作では描かれなかった。
劉封
樊城の県令劉泌の甥で元の名は寇封。玄徳が樊城を陥落させた際、面会した劉泌の傍らにいたところを劉備に気に入られて養子となる。
作中において、当初、関羽の養子である関平と組むことが多かったが、関平が養父の関羽に従い荊州の守りにつくと代わりに孟達と組むことが多くなる。初登場から20年近くに渡り玄徳配下の将として活躍しているが、一貫してあどけなさの残る若武者といった容貌に描かれている。
関羽が麦城で苦戦に遇い、援軍を要請されたが孟達に反対され、やむなくこれを断ったため、関羽戦死の一因を作ってしまう。
その後魏に寝返った孟達の討伐を命ぜられるが敗走。激怒した玄徳は処刑を命じたが、処刑後に劉封が忠実であったことを知って悔恨した。
関平
関羽の養子。元は関羽が曹操の下から玄徳の下へ帰還する際に立ち寄ったある商人の関定の次男。兄に関寧がいる。
作中では劉封と組むことが多かったが、荊州の守りについてからは父と組むことが多くなった。頭に頭巾を巻いた若武者として描かれる。
最期は関羽と共に捕えられ、処刑された。
張世平
中山の商人。黄巾賊のために故郷を追われて、甥の蘇双と共に馬商人として流浪の旅を続けていた。張飛に声をかけられて玄徳軍の旗揚げに際し、資金を提供した。
孫乾
元陶謙の幕僚。陶謙亡き後玄徳に仕える。主に外交において活躍する。なお、初登場時袁紹への使者を務めた際は、名前の読みが「そんかん」となっていた。
糜芳、傅士仁
荊州の防護を任された部将。糜芳は元陶謙軍の部将で、陶謙亡き後は兄・糜竺と共に玄徳に仕えた。
呉軍の荊州侵攻の際、虞翻の示唆により傅士仁が降り、次いで糜芳も傅士仁の説得を受け呉に降伏する。夷陵の戦いに際し再び呉を裏切って蜀に投降するが許されず、関興に斬られた。
范彊、張達
張飛の部下。夷陵の戦いに先立ち張飛の命令に延期を要望するが、聞き入れられず逆に殴りつけられ、「できなければ斬る」と脅される。そのため張飛の寝込みを襲って殺害し、首を持って呉に逃亡した。
後に蜀と停戦するための手土産として、張飛の首とともに蜀の陣営へと送り返され、張苞に斬られた。
周倉
元黄巾賊の大将。関羽に惚れこみ部下にしてもらう。水練が達者であり、樊城郊外の戦いでは龐徳を水中での組み合いの末捕えている。
荊州防衛の際にも、関羽の側近として仕えていた。関父子の死を知ると同時に自刃。
王甫
関羽の側近。荊州の防衛に際し、烽火台の設置を提案した。
関父子の死を知ると麦城の城壁から飛び降り、殉死した。
廖化
漢水の戦いや荊州の戦い、北伐など随所で活躍する。しかし北伐時には司馬懿を取り逃がす失態を演じており、孔明をして「将が小粒になった」と蜀の人材不足を嘆かせた。孔明亡き後の魏による蜀侵攻時にも、姜維とともに剣閣で魏軍を食い止めた武将として、名前だけ登場する。
伊籍
元劉表の幕僚。玄徳が戦場で手に入れた的盧が凶馬であると忠告した。馬良を玄徳の配下に引き入れたり、呉を動かし合肥城を攻めさせたりする活躍を見せる。
馬良
荊州に隠遁する有能な士。馬謖の兄。
白い眉をもった若者で、馬良の兄弟の一人で「馬氏の五常、白眉最も良し」と最も評価が高かった。その事から、孔明の推挙と伊籍の口添えにより劉備配下になる。長沙、桂陽などの四郡取りを進言する。
孔明が南蛮平定に向かった際、出立の前に死亡したことが馬謖によって伝えられた。
馬謖
馬良の弟。
若くしてその才能を孔明に見出され、馬謖もまた孔明を師父と仰いだ。「司馬懿に叛意有」の噂を魏で流させ、司馬懿を国政から遠ざけたのは、馬謖の案によるもの。司馬懿からは「才能はあれど将たる器ではない」と評される。
街亭の戦いの大将を務めたが功を焦り、己の才能への過信もあって大失態を犯し、優勢だった蜀軍は総撤退となった。その責任をとる形で処刑され「泣いて馬謖を斬る」の語源となった。
馬岱
馬超の従兄弟。（30 - 59巻）
馬超と共に劉備に降る。南征、北伐で活躍する。
蜀に尽くし孔明に「忠義の士」と評された。劉備の死後あたりからは一気に老けた顔立ちになった。
孔明が魏延を始末しようとして失敗し魏延が激怒した際には、馬岱に責任があるとされ、五十杖の刑を受け一般兵へと降格させられる。その後魏延の希望によりその配下となる。しかしそれは孔明の策であり、孔明死後反乱を起こした魏延と行動を共にし隙を見て魏延を討ち果たし、魏延の官爵を引き継いだ。
王平
蜀の武将。（39 - 59巻）
元は魏に仕えていたが、徐晃が背水の陣を敷いて敗戦した際、救援に行かなかったため罪を擦り付けられることを恐れ、蜀に降る。その後は、蜀軍の主力の一人として活躍する。何事にも慎重に取り掛かり軍令を厳守する。
街亭の戦いでは馬謖の副将を務めるが、山頂に布陣しようとする馬謖を諫めるも受け居られず、馬謖と別行動をとる。これが結果的に奏功し、魏軍に大敗を喫するも、王平の活躍によりかろうじて蜀軍は全滅を免れることができた。
李厳
蜀の食料長官。
元は劉璋に仕えていたが後に劉備に降る。黄忠との一騎討ちに引き分けたこともある優れた将。孔明も南蛮出兵の際には陸遜に太刀打ちできるとまで信頼していた。
北伐中に兵糧輸送に手間取り、「魏と呉が手を結んだ」と偽って蜀軍を総撤退させ、それが露見し責任を問われ処刑されそうになるが、かつて劉備に後事を託された功臣でもあったため費禕により助命され、平民に落とされる。
子の李豊がその後を継いで、諸葛亮から食料長官に任じられた。
法正
元は劉璋の配下であるが、蜀の未来を憂いて暗愚な劉璋を見限り、友人である張松・孟達らと共に玄徳に味方する。
知略に優れ、その頭脳は孔明からも認められており、定軍山の戦いでは黄忠の軍監として参戦し、彼を支えた。蜀内部の人事に関しても詳しい。
孟達
元は劉璋の配下であるが、蜀の未来を憂いて暗愚な劉璋を見限り、友人である張松・法正らと共に玄徳に味方する。
知勇兼備の武将だが、後に己の利害を優先し、関羽戦死の一因を作ってしまい、魏に亡命する。しかし孔明は「義を知り詩書を読む人物に良心がないわけがない」と評し、魏が玄徳の死の直後に立てた五路侵攻作戦では、親友の李厳と戦うことを躊躇し、仮病を使って軍を動かさなかった。
後に曹叡の代になって冷遇され始めたことと、蜀軍の勢いに恐れをなしたことから蜀に帰参しようとするが、司馬懿を甘く見たのが祟り、最後の悪あがきで徐晃を射殺するも、司馬懿の電撃的攻撃によって謀反に失敗して、共謀した申兄弟に討たれて命を落とす。
呉懿
元劉璋の配下。玄徳の蜀侵攻に際して応戦し、張任の策により張飛を追いつめるが、そこに現れた趙雲との一騎討ちに敗れて捕らわれ、玄徳の説得に応じて降伏する。北伐では呉班と共に魏軍を攻め、呉班は張虎に討たれたものの呉懿は苦戦する魏延軍を援護したため、難を逃れている。
厳顔
元劉璋の配下。張飛を相手に一歩も引かず応戦するが、彼の計略にかかり捕らわれる。捕らわれて尚毅然とした態度で抵抗し、その態度に感服した張飛から説得され、玄徳の配下となる。
作中で張飛を震え上がらせた唯一の人物である。
黄忠と共に「老将コンビ」として描かれている。
呉蘭
元劉璋の配下。玄徳に捕らわれ厳顔から説得され配下となる。南山の戦いで馬超の部下として登場し、曹操軍をなめてかかり敗北する、その後漢中の戦いで曹彰と一騎討ちになり、討ち取られた。
雷同
元劉璋の配下。呉蘭と共に玄徳の配下となる。巴西の戦いでは張飛の部下となり、彼と魏延と共に張郃を打ち破る。しかしその後の戦いで勢いに乗って張郃を追い詰めたが、伏兵にあって殺された。
李恢
元劉璋の配下。字は徳昂。馬超と戦う玄徳に味方し、馬超を説き伏せ降伏させることに成功する。
その後は、蜀漢の武将として活躍した。
彭義
元劉璋の配下で、法正、孟達の親友。字は永年。龐統と面会した際、床に寝そべり彼に対し尊大な態度をとったため、いぶかしんだ彼が法正に引き合わせたことで素性が判明。玄徳に面会し、涪水の堤防を決壊させる冷苞の策を示唆した。
後に孟逹が関羽を見殺しにしたことで立場が危うくなったことを告げようと使者を送るが、この使者は馬超に捕まってしまう。さらに馬超が探りを入れたところ謀反の誘いを持ち掛けたため、馬超はこれを玄徳に報告する。即刻逮捕され処刑されたが、親友の処刑に危機感を抱いた孟逹が魏に亡命することを決定づけてしまった。
初登場の回と処刑される回で風貌が全く異なっている。
黄権
元劉璋の配下。当初は玄徳を警戒し、王累らと共に、玄徳を蜀に招かぬよう劉璋を諌めるが、聞き入れられなかった。玄徳の入蜀後は彼に仕える。
夷陵の戦いでは水軍を率いて呉と戦った。その後魏に降る点については本編では触れられていない。
楊儀
北伐の際に孔明の側近として登場する。文官として孔明に重用され、魏延の行為を事細かに孔明に報告したために、これが魏延の恨みを買う結果となった。
孔明の死去の際には蜀軍撤退の宰領を任され、孔明の生前の秘策で見事に魏延を討ち取る結果を残した。
しかし、孔明が後事を託したのは楊儀ではなく蔣琬、費禕であった。そのことを不満に思い酒の席で従者に叛意を露見させるも、それを恐れた従者が通報した。話を聞いた劉禅が怒り討伐しようとするも、それを諫めた蔣琬から功績を考慮されて助命されて、平民に落とされる。後に平民に落とされたのを恥じて自害した。
なお、孫権が蜀の使者として訪れた費禕に「魏延も楊儀も会ったことはないが伝え聞くに大した人物ではない、孔明ほどの人がなぜそんな小人を用いているのか」と言う描写がある。
費禕
蜀の文官。蔣琬と共に孔明亡き後の中枢を担う存在として描かれた。劉禅の教育係も務めていたようだが、彼の自堕落な生活ぶりを見た孔明から諭されている。
後に蜀の丞相となるが、魏の降将である郭循に宴席で刺殺された。
蔣琬
蜀の文官。費禕や董允と共に蜀の中枢を担う存在として描かれた。孔明からも自分の後丞相を継ぐ者として真っ先に彼の名をあげられている。
孔明死後に楊儀は蔣琬が丞相に就任したことを不満に持ち、楊儀の従者から通報を受けた費禕が「楊儀は魏延の元配下とはかって魏に投降する」旨を劉禅に上奏して、それを聞いた劉禅が激怒して楊儀を討伐するように命じるも、蔣琬はかえって官職を剥いで流罪にすべきと助命をした。
張苞
張飛の子で、父の仇を討つために夷陵の戦いより参戦。
関興と義兄弟の契りを結ぶ。父である張飛に勝るとも劣らない武勇で後期の蜀の戦闘に度々参加し蜀を盛り立てた。しかし、北伐の際に谷に落馬し深傷を負って、破傷風により死亡した。
関興
関羽の息子で、父の仇を討つために夷陵の戦いより参戦。
張苞と義兄弟の契りを結び、関羽に勝るとも劣らない武勇で後期の蜀の戦闘に度々参加し蜀を盛り立てた。しかし若くして病死し、孔明を嘆かせ、蜀の人材不足の一因となる。
関索
関羽の息子で関興の弟。荊州が奪われた際に重傷を負うが一命を取り留め、南蛮遠征より参戦。木鹿王を討ち取る功績をあげた。
趙統、趙広
趙雲の息子。第二次北伐前に孔明のもとを訪れ、父の死を伝えた。
夏侯覇
夏侯淵の長子。夏侯威らの兄。はじめは司馬懿に従って蜀漢の軍勢と戦った。
魏において親戚の曹爽が司馬懿によって処刑され、司馬氏の専横に反発して叛乱を起こすも失敗し、蜀に亡命する。彼の亡命をきっかけとして、姜維は北伐の再開を建議して認められる。
蜀漢が滅亡する前年に、劉禅に進言した黄皓が「姜維は先年に出兵した際に夏侯覇を失っている」と述べている。
『魏略』において夏侯覇の妹は張飛に囲われて妻となり張飛とその妻との娘が劉禅の妃となるが、本作中ではその言及はされていない。
同名の武将が長坂橋の戦いで張飛に一騎討ちを挑み、川に突き落とされる。この人物が若い頃の夏侯覇本人なのかどうかは、作中では言及は無い（『三国志演義』の夏侯傑の役回りである）。
鄧芝
本編では玄徳の死後登場。蜀の戸部尚書だったが、孔明にその才を見出され、呉と和平を結ぶ役目を任される。命を賭した姿勢で孫権の心を大きく動かし、和平を結んだ。
北伐の前哨戦では趙雲の副将として出陣しており、政治家でありながら槍を振るって武働きもこなす人物として描かれている。
呉班
元は張飛の部下で、張飛の死を玄徳に報せた。玄徳の死後は蜀軍の主力の一人となる。最後の北伐で水路から魏軍を攻めるが逆手に取られてしまい、張虎の部隊に弓で射られ部隊は全滅、呉班も死亡した。
張嶷
玄徳の死後より登場し、南蛮遠征、北伐へと参加し、主力の部将の一人として活躍する。作中では「ちょうぎょく」と呼ばれる。
張翼
趙雲の部下として登場したのが初登場。南蛮遠征、北伐へと参加し、主力の部将の一人として活躍する。晩年、魏による蜀侵攻時に、姜維とともに剣閣で魏軍を食い止める老将として描かれた。
馬忠
南蛮遠征より登場。以後北伐においても蜀軍の主力の部将の一人として活躍する。
陳式
玄徳の生前より登場し、当初は黄忠の副将だった。定軍山の戦いで夏侯淵と戦って敗れ捕虜となるが、夏侯尚との人質交換により蜀陣へ戻る。
北伐では魏延の副将として登場。孔明の命令を無視し魏延と共に魏軍に突っ込むが大敗、その責任を取らされて処刑された。
王伉
永昌の太守。南蛮軍に対する最後の防衛線として奮戦し、蜀を守っていた。孔明に呂凱を紹介する。
呂凱
蜀の政治家。南蛮の事情に詳しい。孔明の南蛮遠征に際し、南蛮指掌図を著し、孔明に託した。
諸葛均
孔明の弟。玄徳が2度目に孔明の家を訪れた際に応対し、孔明への伝言を預かった。
諸葛瞻
孔明の子。魏の侵攻に際し綿竹関を死守するが鄧艾の猛攻を防ぎきれず、息子諸葛尚らと共に戦死した。
靳詳
魏将郝昭の友人。蜀に仕えているが、官職は定かではない。蜀軍が陳倉城を包囲した際、孔明のもとに郝昭を説得すると名乗り出る。しかし郝昭を降伏させることはできなかった。名は『三国志演義』では靳祥とされているが、本作では靳詳となっている。
劉諶
劉禅の子。魏に対し降伏を唱える劉禅に徹底抗戦を主張するが聞き入れられず、国を奪われることを玄徳に詫びながら妻子と共に自害した。
苟安
蜀の官僚で、李厳の部下。酒癖が悪く、蜀軍に食糧を届ける役目を担いながら、酒のために期日を10日も遅れる失態をしてしまう。孔明に斬られそうになるが楊儀の助命嘆願を受けて酌量され、八十杖の刑を科せられる。そのことを恨み魏に投降、司馬懿の命で「孔明が謀反を企んでいる」という偽情報を成都内で流させ、蜀軍を撤退させた。
黄皓
劉禅の側近。蔣琬ら主な政治家達が没すると権力を握り、劉禅を言いくるめて好き放題やっていた。姜維の再三にわたる援軍の手紙を破り捨て、劉禅の目に通らぬよう画策していた。蜀漢の滅亡後、「国を滅ぼす要因となった」罪で処刑された。

#### その他
玄徳夫人
玄徳の最初の妻。玄徳には「奥」、配下には「奥方」とのみ呼ばれており本名は不明（三国演義における縻夫人に相当する）。徐州陥落時には曹操の元で関羽に守られていた。その後新野に移った玄徳との間に阿斗（後の劉禅）をもうける。荊州を南下する曹操軍から逃走する最中、玄徳軍の元からはぐれてしまう。趙雲が発見した際には既に深手を負っており、阿斗を趙雲に託して井戸の中へ身を投げた。

### 魏（曹軍）
首都は洛陽。中国の3分の2を支配する大国。玄徳のライバル曹操がその礎を築いた。

#### 君主
曹操
字は孟徳。乱世の奸雄と評され、玄徳を最も敵視する最大のライバルである。（2〜42巻）
若年期に出世に恵まれずに出遅れた遅咲きの玄徳とは対照的に、若年期から出世と戦功を重ねて力を付けた早熟のエリートであり、戦に敗れる事もあるがそれを原動力に強さを増していく英傑。玄徳とは対照的に目的の為なら手段を選ばず、非情に徹する合理的かつ野心家なアンチヒーローの面がある。例として、自身を匿ってくれた恩人の呂伯奢を「自分を殺そうとしている」と勘違いをして呂伯奢の家族を殺害し、後に誤解と判明しても己の行為を正当化し「家族が殺されているのを見たら訴えるに決まっているからその憂いを除く」と呂伯奢まで殺害した上、「俺の言う事は正しい。俺の為す事も正しい。俺が天下に背こうとも、天下の人間が俺に背く事は許さん！」と開き直ったり、兵士の兵糧不足への不満をそらすため食糧総監・王垢に食糧をごまかして私腹を肥やしていたという無実の罪を着せて処刑したりしている。一方で徹底した実力主義であり、武勇や知略など才能ある物であれば経歴・身分・出自・敵味方を一切問わずに登用するなど、貪欲に人材を求める姿勢の持ち主である。
黄巾の乱から群雄割拠時代までは主人公の玄徳とは競合しながらも、悪に敢然と立ち向かうピカレスクヒーロー的役割を担っていた。やがて周辺の群雄を滅ぼし自身が漢王朝を牛耳るようになると、玄徳の前に立ちふさがる宿敵として役付けされるようになった。なおその頃から髭を生やすようになっている。呉と結んで関羽を討った少し後に病没する。彼の死に「寿命」を意識した玄徳は、関羽の仇討ちを急がねばと決心した。
軍略や内政に長けているが、詩文や弁舌にも優れる文化人として描かれている。
作者である横山自身も気に入っているキャラクターであったと尼子騒兵衛は述べている。
曹丕
曹操の嫡男、魏の初代皇帝。（40〜49巻）
曹操と卞皇后との間の子の中では長男となる。曹操に比べると平凡な人物として描かれた。弟曹植との間で後継者争いをするが曹操の死後、正式に後継者となる。しかし呉との戦や蜀への侵攻をたびたび試み失敗した後、若くして逝去する。
曹叡
曹丕の息子、二代目皇帝。（49〜60巻）
就任直後は若く、馬謖の策略にはまり司馬懿を罷免するが、復職させた後は彼を重用し蜀・呉の侵攻を防いだ。自らも親征して呉軍を打ち破る将才の持ち主。孔明の死後は気が緩んだのか愚行に走る。仲達が公孫淵を討伐して帰還した直後、司馬懿と曹爽に息子曹芳を託して死去する。
曹芳
曹叡の息子、三代目皇帝。（60巻）
就任直後はまだ8歳であり、曹爽ら一族が実権を握っていた。後に仲達によって曹爽らが殺され、そのことに感謝し仲達を丞相に任ずる。

#### 魏将（曹将）
司馬懿
魏の軍師・主柱的存在で、物語後半の主役である諸葛亮孔明のライバル的存在。（37〜60巻）
字は仲達。孔明に匹敵する策略家。曹操存命中はわずかに顔を出す程度だったが、徐々に頭角を現し、孔明の最大のライバルとして立ちはだかる。ふくよかな体型の人物として描かれる。
徹底した堅実・慎重さとその戦略眼は孔明でさえも危惧するほどであり、孔明の策によって一時失脚するが復権し、蜀軍の北伐に対する魏軍の司令官として何度も対峙、孔明と知を競い合う。孔明の知略の前には一歩届かずほとんどの合戦で翻弄されるが、蜀軍を魏国内に侵攻されないように苦心し、結果的に孔明の侵略を防ぎきる。
曹叡死後、白髪になるが聡明さは消えていなかった。
敵である孔明を高く評価している点はやはり孔明のライバルであった周瑜と共通しているが、ライバル意識は異なっており、自身が息を引き取る際に「なんとすばらしい男であったろうか。あの世ではゆっくりと教えを乞いたい」と最大級の賛辞を述べていた。
曹彰
曹操の息子で、卞皇后との間では次男となる。
勇猛な人物として知られ、曹操からも自慢の息子としてかわいがられていたが、国を治める器としては未熟だった。漢水の戦いでは曹操の援軍として駆け付け、劉封、呉蘭の軍を打ち破っている。後継者争いには参加せず、曹丕に忠誠を誓った。
曹植
曹操の息子で、卞皇后との間では三男となる。
文学に通じ聡明な人物として描かれる一方、たくましさに欠けるとも解説されている。曹操の葬儀に顔を出さず、曹丕に挨拶もしなかったことから曹丕の怒りを買い、処刑されそうになる。七歩の詩を詠み、さらに卞皇后のとりなしもあり許されたが、国政からは離れた生活を送らされることとなった。
曹熊
曹操の息子で、卞皇后との間では四男となる。
病弱であり、曹操の葬儀には病気のため参拝できなかったが、それを曹丕に疑われたことから将来を悲観し自殺した。
曹仁
曹操の一族の武将。曹洪とともに作中において「曹操の弟」と表記される。
荊州での戦い以降、表に出ることが多くなった武将である。当初は猪突猛進の所があり、孔明の罠にかかり見事に撃退されることがあったが、赤壁の戦い以降は呉からの攻撃に耐える守将として活躍し、周瑜・関羽と対峙。特に後者では見事守りきっている。
曹洪
曹操の一族の武将。曹仁とともに作中において「曹操の弟」と表記される。同時に「曹仁の弟」と設定されている。
曹操挙兵時から曹操に仕える。董卓討伐戦では逃亡した董卓を追撃したものの、李儒の策略にはまり味方が全滅し、敵に囲まれ負傷した曹操を単騎で救い、敵に追い詰められ自害しようとした曹操を説得し、背中に曹操を背負い味方の応援が来るまで耐え、曹操からの信頼を得る。
曹操が漢の政権を握ったあとは、顔つきや容貌が変わり主に曹操の一軍の総大将としてたびたび任命される。しかしあまり有能な一面は見られない上に血気盛んで敵の挑発に遭って失敗するなど、専ら「敗軍の将」として描かれることが多い。
しかし、漢中の攻防戦以降からは以前に自分を痛めた馬超と対峙した際に慎重な態度となり、血気にはやる配下の張郃を諫める武将に成長している。
曹純
曹操の一族でその武将。曹仁の弟。
兄の曹仁、曹洪に比べると登場回数が僅か2回のみと少ない。南城の攻防戦で甘寧を罠にかけて窮地に陥れるが、これを周瑜に逆手に取られて大敗を喫する。その後西涼軍との戦で顔を見せている。
曹休
曹操の甥。魏の大司馬。主君直属の親衛隊の隊長を務める。
管輅から都で凶事が起こるという占いを聞いた従父の曹操の命で、一族の夏侯惇とともに都の郊外に駐屯した。まもなく金禕らが反乱を起こして、それを知らせにきた王必の報を聞いて、金禕ら反乱軍の鎮圧をした。
石亭の戦いでは総指揮官となり、戦いの際に降ってきた呉将周魴を当初は疑うも、髪を切り落とし決意を見せたことに感服し信頼してしまう。部下の賈逵の進言を聞き入れなかったため、周魴と陸遜の策にはまり大敗。賈逵によって窮地を救われ、意気消沈し帰国後背中に腫れ物が出来て病死した。
曹真
曹操の甥。魏の大都督。60巻で司馬懿と対立する曹爽の父。鼻の下一面を覆う髭が特徴。
魏が呉との不可侵条約を破り呉に侵攻した際に初登場。司馬懿・陳群と共に曹丕に後事を託された。北伐の際には孔明と対戦する。孔明も「さすがは曹真、夏侯楙とは雲泥の差」とその布陣を見て述べたほど将としては優れているのだが、相手が孔明だったのが運の尽きで常に裏の裏をかかれ連戦連敗し、心労から二度病に倒れてしまう。
最期は孔明が曹真の病状を探るために書いた挑発的な書簡により病状が悪化し死亡。
曹爽
曹真の息子。
曹叡亡き後曹芳を擁立し、彼の代わりに実権を握り一族を要職へと取り立てた。仲達を邪魔者扱いして大傅に封じるが、司馬一族の計略にはまり実権を奪われ、後日一族もろとも処刑された。
夏侯惇
曹操一族の武将で、その従兄弟。
勇猛苛烈な将。呂布との戦いの際に左眼を射抜かれ、以後隻眼の武将として描かれる。『演義』や「吉川三国志」では射抜かれた左眼を喰らって飲み込むというシーンがあるが、本作ではそこまでは描かれていない。劉備の消息を知って曹操の下を去った関羽を憎み、独り追いすがって激しく斬り合うも張遼に阻まれてこれを断念している。博望破で孔明の策にはまり大敗を喫する。なお、本作では「吉川三国志」に倣いかこうじゅんと読まれる。
夏侯恩
曹操一族の武将で、夏侯惇の弟。
曹操から最も寵愛を受けており、青釭の剣を賜るが、長坂橋の戦いで趙雲とはち合わせてしまい、呆気なく討たれて青釭の剣も奪われてしまった。
夏侯淵
曹操一族の武将で、夏侯惇の従兄弟。
徐州攻防戦での際は穏やかな顔つきだったが、西涼軍との戦以降は血気盛んな顔つきに変わっている。最期は黄忠との一騎討ちに敗れ討ち死にした。
夏侯楙
夏侯淵の子（正史『三国志』では夏侯惇の次男）。
作中では曹操の娘を娶って「夏侯附馬」と呼ばれる。貴族であり位は十分にあるが、実戦経験を持たない。北伐の前哨戦に際し趙雲を迎え撃ち、一度は罠にはめるが援軍の到着で勢いを盛り返した蜀軍には勝てず、捕えられる。その後釈放され、孔明が姜維を部下に加える計略に利用された。以後は再び孔明と対峙するも、姜維の策により天水城を攻め取られ、馬遵と共に西羌の地へと落ち延びていった。
夏侯尚
夏侯惇・夏侯淵の甥。
南山、天湯山、定軍山の戦いで黄忠を相手に戦うが、いずれも敗北を喫している。定軍山の戦いにおいては捕えられ陳式と人質の交換となったが、自陣に向かう途中黄忠の矢に射られて倒れた。しかし討ち死にしたわけではなく、劉封と孟達の合戦の折に再登場している。
夏侯徳
夏侯尚の兄で、天湯山を守る。韓浩が黄忠に斬られたことに怒り出陣するが、背後から攻める厳顔と一騎討ちになり討たれた。
夏侯存
魏の武将。樊城の戦いで曹仁の副将として登場し、籠城を主張する満寵に対し迎撃を主張する。曹仁は夏侯存の意見を聞き入れて出陣するが関羽に大敗し、夏侯存は関平に討たれた。
夏侯威、夏侯恵、夏侯和
夏侯淵の次男、三男、四男で、夏侯覇の弟。蜀の北伐に際し、仲達に仕え蜀軍を迎え撃った。
荀彧、郭嘉、程昱
曹操軍の軍師。史実で見られる曹操軍の強さには優れた人材が集まるという点にあり、三国志を描いた作品では曹操軍の軍師や武将にも焦点があてられる傾向にあるが、本作においては曹操自身の才能がより際立つよう、配下の軍師らは交互に登場して曹操の相談役を務める程度になっている。
荀彧は瓢箪のようなうりざね顔の人物として描かれ、曹操に袁紹と一旦和を結び、呂布を倒すことを勧める。郭嘉は玄徳を軽んじ、袁術を討たせるために彼に兵を授けた曹操を戒めた。程昱は徐庶を味方に引き入れる際、その計略の実行役となった。
賈詡
曹操軍の謀臣。元は張繡の軍師であり、曹操を二度までも打ち破った。後に張繡と共に曹操に降伏し、配下となって重用される。
潼関の戦いにおいては馬超と韓遂に離間の計を仕掛け、見事に成功させている。曹操の死後、曹丕の代になると三公の一つ大尉にとりたてられた。
王朗
魏の重臣。元は会稽の太守で、厳白虎とともに孫策と戦ったが敗北し、魏に落ち延びる。曹丕の即位後は御史大夫となり、彼を支えた。曹叡の代には華歆とともに、謀反の噂がある司馬懿を兵権を剥奪するように進言し、司馬懿に対して立ち去るように一喝した。
華歆
魏の政治家。字は子魚。もともとは玄徳・曹操の間を引き離すべく呉から送られたが、やがて曹操が信頼を置く人間の一人となる。曹操が亡くなると献帝に譲位するように迫った。曹丕の即位後は丞相に就任した。後継者争いでは曹丕に対し、目の上のこぶである曹植を殺すよう進言し、また仲達の謀反の噂が広まった際は、王朗と共に彼から兵権を奪い処刑するよう曹叡に進言している。
劉曄
魏の幕僚で、曹叡の相談役。蜀への侵攻を肯定するが、その噂が容易に広まってしまったことから曹叡を諌め、国家機密の重要性を彼に説いた。後に漢中への侵攻で軍師として参加。
当初は曹操の使者として張繡を懐柔すべく宛城へ赴き、任務に成功している。
典韋
魏の武将。
殷の紂王に仕えた猛勇の将にちなんで悪来と呼ばれる。盾の裏に忍ばせた飛刀を敵に投げつけて倒すという離れ技を持つ。
曹操の警護役としても活躍。張繡軍に曹操宅が襲われた際、曹操を逃がすために仁王立ちのまま全身に矢を受け、死亡する。
許褚
魏の武将。
元は賊に対抗して戦っていた農民だったが、典韋に匹敵する武芸を曹操に認められて配下となる。
馬超との一騎討ちでは自ら甲冑を脱ぎ捨て、半裸ながらに凄絶な打ち合いを演じた。曹操軍では武勇第一と名乗っていた。
陽平関で食料輸送する際に護衛したが、泥酔したため襲撃した張飛と一騎討ちをするも肩を突かれて逃亡した。曹丕の代になると王軍を率いて曹植らを捕らえた。
張遼
魏の武将。171年生まれ。
合肥の戦いでの戦いぶりから「泣く子も黙る張遼」との異名を持つ。元・呂布の配下。
関羽とは旧知の仲であり徐州で玄徳軍が壊滅した際に関羽に曹操軍に降るように説得する役目を負った。玄徳の生存を知って関羽が曹操のもとを去った後、追撃をかけて関羽に一騎討ちを仕掛けた夏侯惇に、曹操の心の内を語って制止し、関羽を見送った。
合肥の戦いでは冷静沈着に対応し、太史慈の策略を逆手に太史慈を討ち取ったり、奇襲をかけて孫権を追い詰めるなど、度々呉軍を苦しめた。
曹丕による二度目の呉征伐の際、丁奉の放った矢が腰に突き刺さり、その傷が元で死去したとされる。
徐晃
魏の武将。
大斧を武器にし、張郃と共に主に副将として活躍する。敵の挑発に逆上する曹洪を制止したり、関羽追討戦では、関平の策を見破って関羽の陣を打ち破り、関羽を追い詰めたりするなど、基本的には冷静沈着。その一方で、漢水にて蜀軍と対峙した際は、王平の忠告を無視して趙雲・黄忠に大敗し、その責任をめぐって王平と対立したため、彼の裏切りを招いてしまったこともある。
孟達が謀反を起こした際、矢に射られて死亡。その死は司馬懿からも惜しまれた。
張郃
魏の武将。夏侯淵、仲達の副将を務める。張魯討伐では夏侯淵とともに先鋒大将となり、敵方の楊昂、楊任に襲撃されて撤退するが、後に楊昂を討ち取って挽回を果たした。
曹洪の指示を一蹴し、漢中の攻防で張飛の策略に欺かれてしまう。敗れて後は一転して慎重になる。漢中攻略の際は孔明に夏侯淵と共に「一国の将帥としての器量は不足」と評されていたが、北伐の際に孔明からはその勇猛さから仲達の次に取り除かなくてはならない人物として警戒され、血気にはやった所を孔明に討たれる。
趙雲と同年代なので北伐では高齢のはずだが、容姿の変貌はない。もともとは袁紹配下から曹操についたのだが、官渡の戦いが省略されたため最初から曹操配下として登場する。
龐徳
字は令明。馬超配下の武将で、後に曹操配下の武将となる。馬岱と共に馬超を補佐し、敗北後に漢中の張魯の元に落ちる。
病気で馬超に同行できなかったために漢中に取り残される。
作中では荊州戦での関平との一騎打ちの際に関平が「裏切り者の龐徳！」と叫んでいるが、馬超や龐柔の蜀への降伏時に名目上は龐徳も馬超軍の一人であったため、共に蜀に加入した事になっており、馬超や龐柔に同行せずに蜀を裏切った元蜀将という設定になっている。
漢中に攻め寄せた曹操を追い払う為に曹操軍と対峙し、徐晃や許褚など曹操軍の中でも猛将と称される武将と一騎討ちをしてひけを取らなかった。張魯配下の楊松によって張魯と仲違いし曹操に降る。
馬超や兄の龐柔が蜀に仕えていたため、魏軍の武将達から蜀に裏切る事を強く疑われて嫌われるが、ただ一人曹操だけは龐徳を信頼し、孤立した自身を受け入れてくれた曹操に対する感謝のために、蜀軍の関羽と対峙する際には出陣前に棺桶を用意し、「関羽の骸を棺に入れるか、さもなくばわしが死体となって棺に入るのみ」と決死の覚悟で戦に臨む。
蜀軍に捕らえられた後は関羽から蜀への加入を誘われるが、逆に関羽に対し「もし関羽殿であったら魏に降伏していましたか？」という趣旨を説き、龐徳に感服した関羽自身の手により打ち首となった。
本来であれば馬超や兄の龐柔と蜀に降伏する流れであったが、病気のために同行できず、その後に魏に加入したため、作中で最も運命が変化した人物の一人である。
楽進
魏の武将。曹操、曹洪が董卓軍に追い詰められた際、曹仁と共に偶然駆け付け、窮地を救っている。
後に張遼の副将として登場、宋謙を射殺するなど随所で活躍する。
満寵
初めは伝令、文官として玄徳と曹操の宴席の場に現れ、公孫瓚の滅亡を報告した。
後に、武人となり樊城の戦いでは曹仁の副将として参戦している。籠城しての徹底抗戦を主張したが始めは聞き入れられず、結果曹仁は大敗を喫してしまう。
合肥の戦いでは、曹叡の近侍として参戦している。数回ずつ登場するごとに容貌が変わっている。
鍾繇
魏の政治家。鍾会の父。初登場は長安太守として弟の鍾進（作中で名前は呼称されない）とともに涼州との国境を守っていたが、馬超軍に攻められあえなく打ち破られ、弟も龐徳に討たれてしまう。後に馬謖の策略で隠遁生活に追い込まれていた司馬懿を国政の場に復帰させるよう、曹叡に進言している。
楊修
魏の政治家。優れた頭脳と洞察力を持つ文官だが、その才能を少々鼻にかけるところがあり、曹操からは嫌われていた。特に曹植の学問の師として、自身の知恵を曹植本人の知恵であるかのように演出したことで、曹操はお家騒動を危惧し、「何か落ち度があったとき殺さなければならない」と決意する。
張松が曹操のもとを訪れた際、その接待役となって登場し、彼が「孟徳新書」を全て暗記して見せたことに驚いていた。
漢中の攻防戦では曹操の「鶏肋」という言葉の意味を誤解して、無断で撤退命令を下したことで曹操もついに堪忍袋の緒が切れて楊修を処刑してしまう。その後の合戦で曹操軍は散々に玄徳軍に打ち破られてしまうが、この時「楊修の言う通りに撤退していれば」という思いが諸将の頭によぎった。
牛金
魏の部将。曹仁の部下として南城の攻防戦に参加。
南城に攻め込んできた孫権軍を僅かな手勢で迎え撃ち、丁奉の罠にかかって窮地に立たされるが、曹仁によって救われる。後に周瑜を罠にかけた際にはその首を取らんと彼に襲いかかるが、すんでのところで徐盛と丁奉に防がれる。
李典
魏の部将。冷静な戦略眼を持つ人物として描かれ、荊州侵攻や赤壁の戦いなど随所で登場する。
于禁
魏の部将。李典の同僚として初登場。荊州侵攻の際は劉琮を殺害している。関羽追討軍では総大将を任されるが、功を焦ったのと総大将としてのプライドから、副将の龐徳の意見にも耳を貸さず、結果として関羽の策にはまって大敗した。捕えられた際は命乞いをし、関羽から「犬ころ」と罵倒され、荊州の牢に入れられる。後に荊州陥落の際に呉に降った事がわずかに触れられる。史実では軍規に厳しい将軍として名を馳せていた。
韓浩
魏の武将。本作では長沙太守韓玄の弟として登場する。
南山の戦いでは兄を裏切った黄忠を討つため、張郃の忠告を聞き入れず夏侯尚と共に出陣するが、黄忠の計略により一戦もせず陣を奪われてしまう。その後天蕩山の戦いで夏侯徳の軍を借り受けて再度出陣するが、黄忠に一瞬で斬られた。
孔秀、韓福、卞喜、王植、秦琪
関羽が曹操の下から玄徳の下へ戻る際に通った五関の太守。いずれも関羽に斬られた。なお、秦琪は夏侯惇の部下である。
車冑
曹操による徐州の制圧後、その防衛を任される。後に曹操の命により玄徳暗殺を図るが、陳登の密告によりそれを知った関羽と張飛の計略にはまり討たれる。
劉岱、王忠
曹操軍の武将。小沛で独立した玄徳を討つため曹操より派遣されたが、どちらも優柔不断でまとまりがとれず、結局関羽と張飛に捕えられてしまう。敗北した上に玄徳の手厚いもてなしにより彼に感服したため、曹操の逆鱗に触れ処刑されかけるが、部下のとりなしで死罪を取り消される代わり、将の地位を奪われた。
焦触、張南
魏の武将。赤壁の戦いにおいて、小舟隊を率いてその前哨戦に臨む。韓当の軍と戦うが、二人とも朱然によって斬られた。
呂曠、呂翔
魏の武将。兄弟武将であり、呂曠が兄。曹操が新野に駐屯する玄徳を攻めた際、曹仁の部下として先陣を切るものの、呂曠は趙雲に、呂翔は張飛によって討たれ、軍は敗走した。
蔣幹
魏の文官。周瑜の友人で、彼を魏に引き入れるよう説得する役割を担い、二度呉へ赴く。しかし逆に利用され、一度目は蔡瑁を殺害させる計略にまんまと引っ掛かり、二度目は連環の計を完成させるきっかけを作ってしまった。
董衡、董超
魏の武将。魏軍の精鋭を結集させた七軍の将。関羽追討軍の出立を前に于禁のもとを訪れ、龐徳の裏切りを警戒するよう訴えた。
申耽、申儀
魏の武将。孟逹の部下だが、彼から謀反に誘われ、承諾したように見せてこれを司馬懿に密告する。その後、司馬懿に攻められた孟逹を救援すると見せかけて攻撃し、孤立させた上で討ちとった。
王必
魏の官僚。曹操に古くから仕える古参の将で、司馬懿からは「酒に甘い男」と評されるが、曹操からは一定の評価を得ていた。長年仕えてきたという理由で近衛軍の指揮官を任されるが、直後に金禕らの反乱に遭い矢が肩に当たって負傷。死体のふりをして反乱軍をやり過ごし、曹休に事態を知らせた。なお、この時の矢傷がもとで間もなく病死した。
丁儀、丁廙
曹植の側近。曹操の跡継ぎに曹植を擁立するよう働きかけていた中心人物。曹丕即位後、父の葬儀に参内しなかったことを理由に曹植と共に捕らえられ、処刑された。
韓徳
西涼を守る魏の武将。老齢ながら戦斧を振るう豪傑。夏侯楙の要請に応じ、韓瑛ら4人の息子と共に軍勢を率いて駆け付けるが、息子たちもろとも趙雲に討たれた。
馬遵
天水の太守。敗走した夏侯楙を迎え入れ、姜維らと共に蜀軍を迎えうった。しかし孔明の策にかかって姜維を失い、また姜維の策によって天水を落とされ、夏侯楙と共に羌族の地へと落ち延びていった。
崔諒、楊陵
安定、南安の太守。蜀軍の侵攻に際し崔諒は出陣するが、孔明の計略にかかり捕らわれる。その後、楊陵を説き伏せると偽って逆に計略にかけようとするが、その挙動があまりに不審だったため蜀将らに疑われ、最期は二人とも関興、張苞に討たれた。
尹賞、梁緒、梁虔
馬遵の部下で、姜維の友人。尹賞と梁緒は、姜維の策により夏侯楙に無実の罪で処刑されそうになったため、蜀軍と内応し天水を落城させた。さらに梁緒は弟である梁虔を説得し、上邽城を開城させた。
張普
曹休の部下。石亭の戦いに出陣するが、呉軍と戦い敗走。後に周魴の裏切りを知った曹休の命で総攻撃の準備を行うが、その最中に先手を打たれ、朱桓に斬られた。
郭淮
魏の武将。主に北伐にて蜀軍と交戦する。孔明の存命中は彼の計略に踊らされてばかりだったが、夏侯覇が謀反を起こした際は直ちに出向き、伏兵を使った作戦で難なく打ち破っている。
演義では姜維の北伐を食い止めるものの、姜維からの矢を受けて戦死しているが、本作ではその場面は無い。
陳泰
魏の武将。孔明死後の蜀軍の魏侵攻に対し、姜維が強引な侵攻を試みたため軍のまとまりが取れていないことと、食糧輸送の不便さという弱点を見破り、兵糧攻めを行って蜀軍を撃破した。陳群の子であるが作中では触れていない。
郝昭
魏の忠臣。
知勇兼備の名将。陳倉の戦いで陳倉城の防備を任され、「こうまで苦労した城攻めは初めて」と孔明を悩ませる。
後に病床についていた際、孔明の電撃作戦による衝撃で吐血し死亡、孔明はその忠義を讃え丁重に遺体を葬った。陳倉城は魏軍の拠点とされないよう徹底的に破壊された。
王双
曹真が連れてきた猛将。字は子金。流星鎚を操り、蜀軍の謝雄、龔起を斬り伏せ、張嶷に重傷を負わせた。しかし孔明の策を受けた魏延に斬られた。
孫礼
魏の武将。かつて一人で虎と戦い倒したと言われる豪傑。偽の食糧で蜀軍をおびき出す作戦を曹真に提案し、実行役を担うが見破られ、逆に追い散らされる。その後も曹真、司馬懿の下で蜀軍と戦う。
秦良
魏の武将。曹真の命により斜谷に現れた蜀軍の様子を見に行くが、孔明の命を受けていた廖化に斬られた。その後、秦良軍の恰好をした蜀軍により、曹真は大敗を喫する。
費耀
魏の武将。姜維の偽装投降を信じて受け入れようとする曹真を諌め、自らが出陣し姜維のもとへ向かう。しかし姜維の罠にはまって軍を分断され、自ら首を斬って自害した。
張虎、楽綝
魏の武将。終始コンビで描かれる2人であるが、専ら敗軍の将として蜀軍を引き立てる役割を担うことが多い。しかし最後の北伐で、張虎は呉班を戦死させている。
魏の名将張遼、楽進の息子だが、本作ではそのことについて触れられてはいない。
司馬師、司馬昭
司馬懿の息子。2人とも優秀な麒麟児。蜀の策略に悩まされる父に助言をすることもあった。孔明死後の姜維による北伐では司馬師も参戦するが、孔明が今わの際に姜維に伝えた連弩により兵の大半を失い、退却する。
本作では西晋建国までの流れは描かれていないため、彼らがクローズアップされることはなかった。司馬昭の息子である司馬炎に関してはその後「新国家晋を造っていく」と説明書きがなされるのみで、作中には登場しない。
鍾会
孔明の死後、司馬昭の指示で蜀攻略に乗り出す。剣閣で姜維と正面と戦うが、その隙に鄧艾は別ルートで蜀に侵攻していた。
演義では夏侯覇が蜀亡命時に、恐るべき人物であると伝えられるが、本作ではその描写は省略された。また、作中では父・鍾繇との血縁関係については触れられていない。
鄧艾
孔明の死後、司馬昭の指示で蜀攻略に乗り出す。鍾会が剣閣で姜維と戦っている隙に、陰平からの山越えで蜀を背後から襲う。思わぬ方面からの侵攻で楽々と蜀の砦を制圧していき、諸葛瞻らを討ちとって蜀を陥落させた。
正史や演義では、姜維の北伐を食い止めた名将でありライバルと言えるが、本作では姜維の北伐の場面自体が大幅に省略されているため、その描写は無かった。
その他、伏皇后及び伏一族処刑の件や、献帝退位・曹丕即位の件などで、氏名不詳の武将が多数登場している。

#### その他
曹嵩
曹操の父。元は官僚で、現在は引退しているが、富豪や商人の知り合いを多く持つ。陳留で挙兵する曹操に軍資金を提供した。後に曹操によって徐州から呼び寄せられるが、その道中陶謙配下の武将に金目当てで殺されてしまった。
卞氏
曹操の側室で、曹丕、曹彰、曹植、曹熊の母。曹丕が曹植を不義の罪で処刑しようとした際、それを諌めた。
郭氏
明帝（曹叡）の皇后。作中では郭太后と呼称される。司馬懿のクーデターに際し自らの正統性を司馬懿に説かれ、クーデターを容認した。

### 呉（孫軍）
首都は建業。夷陵の戦い以降のエピソードはほとんど割愛されている。

#### 君主
孫堅
反董卓連合に参加した諸侯の一人で、孫子の末裔であり「江東の虎」の異名を持つ勇将。若い頃に一人で海賊退治を行ったというエピソードを持つ。反董卓連合に与していた際、その器量を恐れた袁紹から兵糧を断ち切られて惨敗し、さらに洛陽で手に入れた「伝国の玉璽」を彼に狙われて追手を差し向けられ、特に劉表の軍により多くの部下を失ったことから、彼らに深い恨みを抱く。
後に袁術と呼応して劉表を攻めるが、敵の策略にはまり戦死する。
孫策
孫堅の長男。字は伯符。武芸に長けた人物。孫堅の死後、袁術の元に身を寄せていたが「伝国の玉璽」を袁術に渡すことで父の軍勢の一部を返還させることに成功。
以後瞬く間に江東を平定し呉国の基礎を築く。かつて覇王を称した項羽にあやかって小覇王と称される。妻は大喬。
江東平定後、曹操と内通していた許貢を船上で討つが許貢の部下に報復され負傷する。傷が癒えかけた時に道士・于吉が現れ、部下や民衆から人望を持って行かれてしまうことを恐れた（作中では「おかしな宗教が流行すると国の乱れになる」と主張している）孫策が無理難題を于吉に押しつけるが成功し、それに怒り于吉を殺害。だが于吉の霊に取り憑かれ治ったはずの傷が裂け死に至った。（7〜19巻）
孫権
孫堅の次男。後に呉の皇帝に即位する人物。兄からは、「国を取ることには向かないが、国を治めることは自分より上」と評される。
兄孫策の亡き後、後事を託されてわずか19歳にして呉の主となる。曹操に対抗すべく、玄徳と同盟を結んで共闘するが荊州の領有権のことから必ずしも友好的には思っていない。一時曹操と手を結んだが玄徳の死後再び蜀と同盟を結ぶ。が、やはり「魏」という強大な敵を倒すための利害関係によるもので、信義ゆえの同盟ではない。主に他の二国の情勢を見て動き、積極的な行動をとることはない。年を取るごとに孔明も舌を巻くほどの大人物へ成長する。（7〜57巻）

#### 呉将（孫将）
張昭
張紘と並んで「江東の二張」と称される知識人。その噂を聞いた孫策に口説かれ、最初は断っていたものの根負けして謀士になる。孫策が遺言に「内なる事は張昭に、外なる事は周瑜に相談せよ」と遺すほど、呉の長老的な人物になる。史実では謹厳で剛直な儒者であったが、本作では、常に孫権のかたわらにあって外交上の策略を助言する役目である。なお、孫策時代と孫権時代で大きく容貌が変わっている。
赤壁の戦いでは孫権に曹操への降伏を勧めるが、周瑜に一蹴される。
周瑜
字は公瑾。呉軍の水軍の総指揮を任される水軍大都督で、美男子であり「美周郎」の異名を持つ。そのため初登場時にはかなり睫毛が長く描かれ、その美形ぶりが際立つ描写であった。その才能は「水軍を操らせたら周瑜は天下一」と孔明でさえ認める。呉随一の切れ者ではあるが孔明の権謀策術にはたびたび翻弄され、全てを見透かす孔明を危険視して何かにつけて殺そうとする。呉から孔明が去った後は何とか孔明の鼻を明かそうとするが、どうしてもかなわず、同じく孔明のライバルである仲達とは対照的に、「天はこの周瑜を地上に生まれさせながら、なぜ孔明まで生まれさせたのだ」と、死去する少し前に天を呪っていた。妻は小喬。姉の大喬は孫策に嫁いでいるので、孫策とは義兄弟にあたる。
魯粛
呉の腹心。曹操が100万もの大軍で呉へ押し寄せた際には、協力を求め劉備の所へ使者として現れる。
呉の大黒柱のひとりだが、孔明と周瑜の間に入り奔走させられる。温厚で正直な性格がたたり、うまく孔明に言いくるめられては周瑜に呆れられる。その死は急使により曹操のもとに伝えられ、曹操は管輅の占いが的中したことに驚いた。
呂蒙
荊州の守備を任された関羽と対峙する呉の司令官。相対する関羽は「呉随一の武将」と呂蒙を評価し、同じく荊州の領有権を争う魏の曹仁と対峙する間も呂蒙の動きについては常に警戒を怠らなかった。陸遜の才能をいち早く見抜き、孫権に陸遜のことを推挙する。
陸遜
玄徳自ら指揮する蜀軍の侵攻に対抗すべく抜擢された呉の司令官。知略に優れ、先の司令官である呂蒙からその才能を見込まれ、陸口の太守になる。関羽を油断させて呉が荊州を平定するきっかけを作った。その後闞沢によって「国家の柱となるべき天才」と孫権に推挙され、馬良も「その知略は呂蒙や周瑜に劣らない」と評していた。元文官のために、軍の指揮官として抜擢された最初の頃は他の古参の武将からは「文弱の輩」として軽視されたが、75万の蜀軍が攻め寄せた夷陵の戦いにおいて計略によって撃退し、呉国存亡の危機を救う。その後、孫権から絶対的な信頼を得て国の柱として活躍することになる。
甘寧
呉の勇将。合肥の戦いでは、魏軍の大将である張遼に対抗して武名をとどろかせる。なお、凌統から強くライバル視されているが、孫権と劉表の戦いが全面的に省略されているため、「劉表軍にいた頃の甘寧が凌統の父を討った」という事情が描かれず、凌統が甘寧を意識する理由が不明となってしまった。
夷陵の戦いでは病をおして出陣したが負傷し、蜀呉が争った後の魏の動きを案じながら息を引き取った。
黄蓋、韓当、程普
呉三代に仕えた宿将。黄蓋は周瑜の提案した苦肉の計を自ら引き受け、決死の計略を成功させた。韓当は孫権の代から多くの戦で登場し、夷陵の戦いでは陸遜の作戦に不満を漏らすがその成果を目の当たりにした際考えを改め謝罪している。程普は孫堅が井戸から見つけ出した玉璽をそれと見抜いた。ちなみに、演義では程普が討ち取るはずだった胡軫は無名の別の人物が討ち取っている。
太史慈
呉の武将。かつては劉繇に仕え、その際に孫策と一騎討ちを行って引けを取らない強さを見せつけた。孫策に敗れた後は配下となる。
孫権の代になっても呉軍の主力の一人として活躍する。合肥の戦いにおいて、合肥城に内通者を放ち内と外から攻める計略を実行するが、作戦を張遼に看破されてしまい、逆に全身に矢を浴びて討たれた。
丁奉、徐盛
呉の武将。コンビで登場することが多く、共に孫権時代の呉軍の主力を担う。
徐盛は夷陵の戦いで疲弊した呉を狙った魏が南下した際に総大将を引き受け、孫韶と対立するも自らの策略と孫韶の奇襲で撃退する。
孫瑜
孫権一族の武将。夏口の守備から引き上げる道中、重体の周瑜らと遭遇、その労をねぎらう。
孫静
孫堅の弟で、孫策、孫権の叔父。孫堅が袁術と共闘して劉表を攻めようとした際、それを諌めたが聞き入れられなかった。後に孫策が会稽の攻略に悩まされていた際、会稽の兵糧が査瀆に隠されていることを指摘し、ここを攻めとるよう進言した。
孫韶
孫権一族の武将。夷陵の戦い後の魏との戦いで、自らが地理に詳しいことを理由に総大将である徐盛の作戦に真っ向から異を唱える。危うく処刑されかけ孫権に止められるが、その孫権の忠告にも逆らったため、軍内で謹慎を命じられた。しかしその後、一隊を率いて仕掛けた夜襲が大成功をおさめ、魏軍は撤退し、孫権は孫韶を第二の功労者として評価した。
孫桓
孫権一族の武将。夷陵の戦いで朱然と共に陸路を守護するが、蜀軍の奇襲の前に敗れる。
諸葛瑾
孔明の実兄。主に魯粛の死後、しばしば命を受け、玄徳や関羽のもとへ外交官として訪れる。周瑜の命により孔明を引き抜こうとしたこともあったがかわされる。
晩年は弟孔明の北伐に応じ将軍として陸遜の指揮下で北上して魏軍と戦うも曹叡の奇襲に油断し大敗、撤退した。
孫権が信頼を置いていた功臣の一人である。
凌統
呉の武将。孫権の代から登場し、赤壁の戦い、合肥の戦い等随所で活躍する。前述のとおり甘寧と対立するが、後に自身が彼に救われたことで和解する。
周泰
字は幼平。呉の武将。もとは蔣欽と共に湖賊稼業をしていたが、孫策の討伐を恐れ牛渚の要塞を内から攻め、それを手土産に彼の傘下に加わる。甘寧や韓当と同年代と思われるが、盗賊らしい風貌だった初登場時を除き、常に若武者のような姿で描かれる。
朱桓
呉の若武将。曹丕即位後の魏軍の進攻を迎え撃ち、僅かな手勢を以てこれを打ち破った名将。その後陸遜と共に魏との対決に臨んでいる。
宋謙
呉の武将。合肥の戦いで呉の先鋒として出陣し、孫権に襲いかかろうとした李典と一騎討ちを行うが、その最中に楽進の放った矢に当たって討ち死にした。
全琮
呉の武将。石亭の戦いにおいて、陸遜の命により魏軍の薛喬に奇襲攻撃をかけ、打ち破った。
呂範
呉の謀臣。玄徳が孫夫人との婚姻で呉国を訪れた際、周瑜と共に彼の暗殺を計画するが失敗する。夷陵の戦い後の魏との決戦では一軍を率いて曹休を打ち破っている。
虞翻
呉の政治家。字は仲翔。元は王朗の幕僚だったが孫策が攻めてきた時、厳白虎を討って降伏するよう促すも王朗に拒絶され、「時期を見る目が無い」と評したため追放され、孫策の配下となる。荊州を攻略する際は友人である傅士仁を説いて降伏させ、一滴の血も流さずにこれを手に入れている。
闞沢
呉の政治家。黄蓋らと共に呉三代に仕える古参の将。黄蓋と周瑜の苦肉の策を成功させるために曹操軍への使者を買って出る。一度は計略を見破られそうになるがこれを豪胆な態度を以てかわし、策を成功に導いている。
董襲、朱然
呉の武将。共に呉の水軍を率いる。董襲は濡須の戦いで水軍を率いて曹操軍と戦うが、戦いの終結後水死体となって発見される。朱然は夷陵の戦いにおいて陸を守る孫桓と共に水路を守るが、策にはまって敗北を喫する。
潘璋
呉の武将。関羽と関平らが樊城より出陣した際、彼らを捕えた張本人。後に夷陵の戦いに出陣し、民家で休息を取ろうとしたところ、偶々居合わせた関興と一騎討ちになり討たれた。
周魴
呉の政治家。石亭の戦いにおいて、魏軍に偽りの投降をするよう陸遜に命じられる。自らの髪を切ることで降伏に偽りがないことを誓い、曹休を信じ込ませることに成功、呉軍の攻撃に内応し、魏軍を散々に打ち破った。

#### その他
孫夫人
孫権の妹。武芸に秀で、気が強い性格で知られた。周瑜の策で玄徳と政略結婚をさせられるが、玄徳を本当に愛してしまい、2人で荊州へと向かう。後年張昭の策により呉へと連れ戻された。
呉国太
孫堅の妻で、孫策、孫権、孫夫人の母親。夫に劣らぬ気丈な女性。年の差があり過ぎる玄徳と娘の婚姻に当初は難色を示していたが、玄徳の人柄を大いに気に入ってしまい結婚を認める。これにより周瑜の策は裏目に出ることになり、暗殺の実行者となるはずだった賈華も計画が露見して呉国太の命で斬り捨てられそうになったが、玄徳と孫権の制止で命拾いする。
喬玄
大喬・小喬の父で、喬国老と呼ばれる。玄徳を孫夫人の婿として手厚く迎える。

### その他

#### 漢王室
献帝
本名は劉協。後漢最後の皇帝である。幼少の時にその利発さから董卓に強引に皇帝に祭り上げられ、董卓、李傕、曹操といった諸侯に「権威の象徴」として利用される。最後は曹丕に国を譲る形をとらされて帝位を奪われ、都を追われた。孔明と同年に崩御しているが、一切描写はない。
なお、「献帝」という呼称は諡号にあたり、本来は死後に命名されるものだが、作中に登場する漢の皇帝（霊帝、献帝）は在位中ながら諡号で呼ばれている。また、李傕・郭汜の乱の際、曹操が迎えに駆けつける前までは、一人称が「水滸伝」の道君皇帝と同じ「余」か、「私」であったが、それ以後は中国の皇帝の一人称とされる「朕」になっており、これはその後皇帝の位についた本作や、それ以後の横山作品のキャラクターのほとんどに継承される。（3巻〜43巻）
霊帝
本名は劉宏（作中では本名について触れられていない）。後漢第12代皇帝で十常侍を信任して政務を任せ、自身は遊興にふける無能な皇帝であるが、性格はそれほど悪くなく作中では十常侍に利用された被害者として描写されている。廃帝（皇子弁）と献帝（皇子協）の父。死去した際の語りが放送禁止用語の関係で一部改訂されている。（3巻）
十常侍
霊帝に仕える10人の宦官。漢王朝の腐敗の一因であり、政治に疎く幼い霊帝をうまく操り政治の実権を握る。
皇帝の身の回りの世話をする宦官（中常侍）の集団であり、霊帝の時代には特に権勢を振るった（『三国志演義』や本作では10名となっているが、正史『後漢書』では12名である）。作中では張譲と蹇碩の2名の名前が見られる。なお、本来去勢男子である宦官は性ホルモンのバランスが崩れたことによって髭が生えなくなるあるいは薄くなるはずであるが、本作に登場する十常侍は単に「朝廷を牛耳る１０人の大臣」とのみ紹介されており、豊かに髭を蓄えた人物も描画されている（のちに登場する蜀の宦官黄皓や、その後の横山作品では宦官の人物は宦官としての正しい描写がなされている。司馬遷のように去勢後に髭が無くなったことが描写された例もある）。最終的に袁紹らによりすべて始末された。
何進
もともとは平民で肉屋をしていた。妹が霊帝の妃となったことで大将軍にまで出世した人物。（3巻）
朝廷内において自分の権勢を強めたいがため、部下である袁紹に指示して政敵である十常侍を排除しようと企む。曹操や袁紹など優れた部下を持っていたが、一度決めたことを何皇后にたしなめられたことで中止するなど、優柔不断な人物である。最期は十常侍の計略にはまって殺されてしまった。
なお、初登場のシーンの描写及び肉屋であったことから蔑まれるセリフが、単行本において途中の版から現代の放送禁止用語の関係で修正されている。
何皇后、劉弁
霊帝の妃と後漢13代皇帝。
何皇后は何進の妹で、十常侍の推挙によって霊帝の妃となり、その美貌から寵愛された。何進が幾度となく十常侍を討伐しようとする度に、彼らに推挙されたことを恩に着て兄を制止していた。劉弁は泣き虫の凡人であり、国を治める器とはいえない人物として描写された。
何進と十常侍の死後は、一時的に袁紹らの保護下に置かれるが、その後董卓によって廃される。さらにその存在が後顧の憂いとなることを危惧した董卓の命を受けた李儒により、親子ともども殺されてしまった。
劉焉
玄徳率いる義勇軍が最初に指揮下に入った幽州の太守。（2巻）
義勇軍として訪れた玄徳達を歓待し、部下の鄒靖と共闘させて黄巾賊を迎え撃つ。なお、史実における劉焉はのちに益州太守として登場する劉璋の父親にあたり、幽州の太守に就いたという事実はないが、本作の原型となっている『三国志演義』では劉焉が幽州太守として登場する。
盧植
玄徳の学問の師匠であり、黄巾賊の乱平定のために官軍を率いる将軍の一人。（2巻）
清廉な人物であり、腐敗した役人から賄賂を要求されても拒絶する。玄徳から師事されており、黄巾賊制圧に攻めあぐねていた際に玄徳率いる義勇軍の支援を受ける。賄賂を拒否したことで濡れ衣を着せられ、囚人として都へ送られた。
朱儁
黄巾賊討伐の官軍を率いる将軍の一人。（2巻）
玄徳率いる義勇軍が応援に駆け付けた際、初対面の時は冷遇していたが、再び出会った時には各地でおける玄徳たちの活躍を知り、うまくおだてて黄巾賊に当たらせようとする。なお義勇軍の戦功を自らの戦功として朝廷に報告するが、十常侍へ賄賂を渡さなかったとして免職された。
貂蝉
漢王室の元老王允の娘で稀代の美女。（7巻〜8巻）
養父王允が国を董卓に牛耳られている状況を憂いているのを見て、自ら董卓と呂布に近づいて2人の仲を引き裂く「離間の計」を実行し、成功を見届けて自害する。本作の呂布は、彼女の自害した理由は分からずじまいであった。本作の原型となった『三国志演義』で創作された人物であるが、離間の計の成功後に自害するのは吉川英治のアレンジである（吉川版では呂布が遺書を発見し、騙されたことに気付いて貂蝉の遺体を井戸に捨てる）。
董承
車騎将軍、献帝に仕える漢の忠臣。（9巻〜17巻）
董卓亡き後、李傕と郭汜の手によって捕われの身同様であった献帝を長安から脱出させる。のち、曹操の庇護の下にいる献帝は、日増しに増長する曹操を見て、何とか排除しようと董承に密書を送り、その計画は劉備を巻き込んで、曹操と劉備との関係を大きく変動させることになる。結局彼の下男・慶童に密告され、玄徳や馬騰を除く同志のほとんどが一族ともども処刑された。
黄奎
後漢の官僚。馬騰が曹操のもとへやってきた時、彼とともに曹操の暗殺を計画する。しかしその計画を妾である李春香に話してしまい、李春香と愛人関係にあった義弟（妻の弟）の苗沢によって密告され、馬騰ら親子とともに処刑される。なお、密告した苗沢も曹操から裏切り者の烙印を押され、その場で斬られた。
耿紀、韋晃、金禕
後漢の官僚。金禕は王必の友人。曹操が魏を建国してからは彼に仕えていたが、日増しに増長する曹操を討つため、献帝を擁立し玄徳らの支援を仰いで曹操を討伐させようと計画し、反乱を起こす。しかし王必の知らせを受けた曹休と、都の外で待機していた夏侯惇の部隊によって鎮圧され、一族もろとも処刑された。なお、彼らの反乱は管輅によって予言されていた。
伏完、伏皇后
献帝の妃とその一族。献帝が都を追われ董卓軍の残党に追われた際も行動を共にした。
伏完は日増しに増長する曹操を討とうと、穆順と共謀して各国へ密書を送ろうとしたが露見してしまい、一族もろとも処刑された。伏皇后はその首謀者とされ、牢にて曹操の配下に刑罰を与えられ殴り殺された。
督郵
督郵とは人名ではなく地方監察官を意味する官職名を指し、本名は不明。（3巻）
黄巾賊討伐の功で県令となった玄徳のもとに登場し、劉備を百姓上がりと侮辱したばかりか、劉備が賄賂を持ってこないのに腹を立て無実の罪を着せようとする。激怒した張飛が督郵を鞭打ちにし、皇帝の顔に泥を塗ることを恐れた玄徳は督郵を救おうとするが関羽の説得もあり、3人は大志を果たすために官職を捨て流浪の身となる。
丁原
荊州の太守。呂布の養父。字は建陽。
少帝を廃し、劉協を皇帝に据えるべきと唱える董卓に真っ向から反発する。そのため董卓の怒りを買い、刺客を差し向けられるが呂布によって撃退され、逆に董卓軍に奇襲攻撃をかける。しかし、李粛に唆された呂布によって殺されてしまった。
龔景
青州の太守。黄巾賊に攻められ落城寸前にまで追い詰められていたが、玄徳軍と幽州の援軍により救われる。作中で名前は呼称されない。

#### 群雄
張角、張宝、張梁
黄巾賊の乱の指導者。
南華仙人から太平要術なる書物を授かり仙術を身につけた張角は大賢良師天公将軍と名乗り、弟張宝、張梁をそれぞれ地公将軍、人公将軍と名乗らせ、多くの弟子を従えて黄巾賊の乱を引き起こす。最終的には劉備ら朝廷軍の前に敗北するも、黄巾の残党は漢王室の混乱に乗じてその後も反乱を繰り返していた。
裴元紹
黄巾賊の一人。山賊をやっていて関羽を襲うが、彼の素性を知ると慌てて降参し、周倉を紹介する。その後道端で寝ていた趙雲に遭遇し、討ち取られてしまう。作中で名前は呼称されない。
程遠志、鄧茂
黄巾賊の将で、いずれも剣の使い手。旗揚げした玄徳軍の最初の相手であり、程遠志は張飛に、鄧茂は関羽に斬られた。
馬元義
黄巾賊の頭目の一人。玄徳を捕らえ、彼を黄巾賊に勧誘し、その成り立ちについて説いた。
何儀
黄巾賊の残党。追討に来た曹操に一騎討ちを申し込むが、許褚に不意打ちを食らい捕まってしまう。
董卓
西涼にあって20万の大軍を率いる豪族。
黄巾の乱の際には玄徳に助けられたにもかかわらず官職を持たない義勇軍と知ると蔑んだ態度を取ったり、前皇帝を殺害したり、祭に向かう村娘を「農作業をサボっている」と因縁を付けて牛裂き刑にしたり、都に火をつけて炎上させた上に歴代の皇帝の墓を暴いたりと、義理や礼節とはかけ離れた非情な人物である。配下の李儒が進言する謀略を駆使して漢王室の専横を企む。しかし、その暴政を見かねた王允の仕掛けた策により呂布との仲を引き裂かれ、彼の手により殺されてしまった。
なお、三国志を扱う他の作品では肥満漢として描かれることが多い董卓だが、本作では痩せた体型で描かれている。
同氏の作品である『バビル二世』の悪役ヨミをイメージしていたらしく、アニメ化に際して横山本人は「董卓の声は大塚周夫がいいですよ」と述べている。
李儒
董卓の軍師。
優秀ではあるが冷酷非情であり、董卓に対する進言のほとんどが徳や善政とはかけ離れたものである。故事にも精通し、董卓と呂布が貂蝉を巡って争った時、「絶纓の会」の故事を持ち出して、呂布に貂蝉を譲ることを進言した。董卓暗殺の際に呂布に殺された。
華雄、胡軫
華雄は董卓軍の将軍で、曲刀の使い手。胡軫はその副将で、常に右目を瞑っている。
汜水関の戦いで登場。胡軫は孫堅と一騎討ちになるが、その最中に孫堅の部下に討たれる。華雄は袁紹から兵糧を断ち切られて弱体化した孫堅の軍を打ち破り、連合軍の兪渉を討ち取るが、続いて出てきた関羽に斬られた。
李傕、郭汜
董卓軍の武将。董卓亡き後呂布を長安から追い出し、略奪の限りを尽くしていた。互いに覇権争いをしていたが、「献帝を引き入れる」という目的の一致から手を組む。しかし曹操軍に追い散らされてしまった。
呂布
字は奉先。天下を狙う群雄の一人。一日千里を走るという名馬赤兎馬に跨り、槍および弓を得物に、縦横無尽に大陸を駆ける。義父である丁原に従っていたが、董卓の配下・李粛にそそのかされ寝返った。
虎牢関の戦いでは玄徳・張飛・関羽ら英傑を相手取ってなお互角の戦いを繰り広げ、許褚と典韋らを2人まとめて子供扱いするなど人間離れした武芸の描写も多々ある。
董卓を裏切り手にかけたり、曹操に敗れ流浪の将軍となった自分を手厚く迎えた玄徳の留守中に領土欲から裏切るなど、離反を次々と重ねていき、最期は自らの部下に裏切られてその生涯を閉じる。
厳氏
呂布の妻。下邳城を曹操軍に包囲された際、陳宮の献策した「掎角の計」を、部下の裏切りを警戒して呂布に避けるよう進言した。結果として呂布はこの提案を受け入れてしまい、陳宮は「我々の運命は決まった」と嘆いた。なお、厳氏の名は作中では呼称されない。
陳珪、陳登
名門陳家の親子。
元は徐州の太守陶謙に仕えていたが、その徐州が呂布に乗っ取られた後は呂布に仕える。しかし後に彼を裏切り、城の乗っ取りに貢献する。呂布の死後は恩義ある曹操と信頼する玄徳の間で板挟みになる。結局玄徳に味方するが、徐州陥落の際に曹操は、徐州の民衆をなだめ落ち着かせることを条件に許した。
陳宮
字は公台。
曹操の非情さに嫌気が差して出奔、のち呂布に仕え、参謀として幾つもの策略を進言した。しかし晩年は呂布に疎まれ、進言の大半は無視されるようになった。最期は呂布や他の重臣たちと共に処刑された。
作中において曹操の元にいたときと呂布に仕えたときとでその風貌ががらりと変わった人物。
高順
呂布軍の武将。劉備を攻める袁術軍に対し送られた援軍を率いるが、辛くも逃がしてしまう。そこで呂布軍が袁術軍を勝利に導いた際の約束の品を受け取ろうとするが、袁術配下の武将紀霊に「初耳なので我が殿に問い合わせる」と答えられ、仕方なく引き下がる。
侯成
呂布軍の武将。籠城で疲弊した兵たちを慰めようと、猪と酒を振舞おうとしたことが禁酒中だった呂布の怒りを買い、危うく処刑されそうになる。家臣のとりなしで処刑は免れたものの棒百叩きの刑を受ける。このことから呂布を見限った侯成は魏続、宋憲と相談し呂布を裏切る決意を固め、赤兎馬を手土産に曹操の陣営に投降し、城内にいる魏続、宋憲が呂布を捕らえる手はずを伝えた。
なお、他の2人と違って侯成はこの後は登場しない。
魏続、宋憲
呂布軍の武将。友人の侯成が鞭打ちの刑にあったことで呂布に愛想を尽かす。曹操軍との攻防戦で疲弊し眠っていた呂布を捕え、曹操軍に降る。後に2人は白馬の戦いに出陣し、顔良に一騎討ちを挑むがあっけなく斬られてしまう。
王楷、許汜
呂布軍の武将。呂布の命で一度は突き放した袁術と同盟を結ぶための使者となる。その帰りに部下の一部が劉備軍に捕まってしまい、袁術との関係を警戒されるようになった。
臧覇
呂布軍の武将。陳宮と共に小沛を守護するが、陳登の計略によって誘い出され、小沛を奪われてしまう。
薛蘭、李封
呂布軍の武将。呂布の留守を預かり兗州の小城を守るが、曹操軍として初陣を飾った許褚によって討たれた。
張繡
宛城の太守。曹操軍に二度攻められるも、賈詡の謀略によっていずれも勝利を収めている。ただし二度目の合戦において劉表と結託し曹操軍を追撃した際、曹操の策により追い詰められている。後に賈詡の進言で曹操に降伏している。
胡車児
張繡配下の豪傑。張繡の命で典韋の武器を奪った。
鄒氏
張繡の兄である張済の妻で、登場時は未亡人。その美貌から曹操に気に入られ毎晩のように会うこととなる。そのことを知った張繡は激怒するが、賈詡の謀略の材料として利用された。
袁紹
名門袁家の出で、華北の雄。曹操からは「優柔不断で天下を治める器でない」と評される。
元は都で何進に仕えていた。十常侍を誅滅するようたびたび諫言を行っていたが聞き入れられず、何進が暗殺された後は一軍を率いて十常侍を抹殺した。
献帝即位後は、諸侯が董卓に対抗すべく集まった反董卓連合の盟主に推挙される。後に韓馥を陥れて冀州を手に入れ、さらに北平の公孫瓚も滅ぼした。しかし曹操が徐州へ侵攻した隙に都を窺ってはどうかという幕僚の意見を、息子の病気を理由に拒否する。一時的にではあるが、玄徳が身を寄せていたこともある。
本作では官渡の戦いから一連のエピソードがカットされているため、彼の死と袁家のその後は描かれていない。
顔良、文醜
袁紹軍の大将。顔良は大斧を振るい、文醜は槍、弓など多彩な武器を扱う豪傑として描かれた。義兄弟の契りを交わしており、顔良が兄である。北平での公孫瓚との戦いでは袁紹軍の主力となり、壊滅的な打撃を与えている。なおこの際、文醜は公孫瓚を討ちとる寸前にまで追い込んでいるが、救援に現れた趙雲に逆にあしらわれ敗走している。
顔良は白馬の戦いで曹操軍と対峙し、魏続、宋憲の二将を斬り捨て、曹操軍を震え上がらせたが、関羽に一太刀で斬られた。文醜はその敵討ちに出た戦で曹操の仕掛けた罠にかかりながらも奮戦するが、最期は兄と同じように関羽に斬られた。
袁術
通称「偽帝」。袁家の一族で袁紹の弟。兄とは仲が悪く、諸侯に号令を出すが傲慢な性格ゆえに人望に欠ける。孫策から預かった「玉璽」を利用して皇帝を名乗る。皇帝としての威光を保つため暴政を重ねた結果人心の離反を招き、それを持て余して兄・袁紹のもとに向かおうとした際、玄徳の軍に追いつめられる。落ち延びる途中で農民に水を乞うが拒絶された上に痛烈な皮肉を浴びせられ、悲嘆と失望の中血を吐いて死亡した。
袁胤
袁術の甥。袁術と共に落ち延び、彼の最期を看取る。その後行き倒れていたところを曹操軍の徐璆に発見され、玉璽を奪われてしまった。当初は徐璆から宮仕えの者と間違われた。
紀霊
袁術軍の武将。玄徳を討伐せんと小沛に攻め込むが、呂布の機転により撤退する。後に劉備が袁術を討伐する際は張飛と一騎討ちを行うが、敵わず斬られた。
韓胤
袁術軍の幕僚。呂布と同盟を結ぶための使者として徐州を訪れていたが、呂布に捕らわれて曹操のもとに送られ、斬られた。
韓暹、楊奉
元は賊の頭目で、袁術軍の武将。小沛の玄徳と呂布を攻めるが、陳珪の策略で共に呂布軍に寝返る。その後、呂布の勢力拡大に貢献することを怖れた陳珪により小沛からはなれた場所に駐屯させられた。
陶謙
徐州の太守。争いを好まず善政を敷き、領民や臣下からも慕われていた。曹操の父・曹嵩が徐州を通過する際、曹操に近づきたいと考え彼を出迎えるが、黄巾賊崩れの部下が曹嵩を殺してしまったため曹操の怒りを買う。自らの首と引き換えに臣下と領民の命を助けてもらおうと考えるが家臣たちに止められ、各地へ援軍を求めた結果、唯一駆けつけてくれた玄徳軍に恩義を抱く。その後まもなく陶謙は病死するが、次期徐州の太守を玄徳に譲ることを遺言した。
曹豹
陶謙配下の文官。陶謙の死後は劉備に仕え、下邳の城の留守を張飛と共に任された。禁酒令を破って酒を飲む張飛を諌めるが逆に殴り飛ばされ、それを恨んで呂布を城内へ引き入れて下邳を乗っ取らせた。逃亡する張飛を追撃するが、逆に返り討ちにあって斬られた。
公孫瓚
北平の太守。反董卓連合に参加した諸侯の一人で、玄徳・関羽・張飛の3人は公孫瓚の軍勢に加わって反董卓連合に参加することになる。その後は袁紹と領土をめぐり敵対関係になり、袁紹軍にたびたび国境を侵されるのを防ぐべく、易京楼という巨大な城を建造するも戦争中に兵士を見殺しにする行動を取り兵士らから反発され、それが遠因となって滅亡した。公孫瓚は玄徳と同じく盧植の師事を受けていた同門の人物であるが、作中においては玄徳に便宜を図る気のいい先輩役といった程度にしか触れられていない。玄徳は公孫瓚滅亡の話を聞き、次は自分たちが滅ぶ番ではないか?と恐怖した。
公孫越
公孫瓚の弟。袁紹との和睦の使者として赴くが、その帰りに闇討ちされる。
韓馥
冀州長官。臆病で気が小さく公孫瓚の脅威に怯え、袁紹が持ちかけてきた加勢の申し出を安易に受け入れてしまう。結果的に冀州を奪われてしまい、張邈のもとに身を寄せた。
耿武
韓馥の幕僚。幕僚たちの中で唯一袁紹の企みを見抜き、韓馥を諌めるが聞き入れられなかった。袁紹が冀州に入った際に暗殺を試みるが、兵士らに滅多刺しにされて果てた。
劉繇
揚州長官。揚子江の豪族で名士として知られていたが、孫策の伯父の呉景を揚州から追い出した。孫策を若僧と侮るが逆に散々にやられてしまう。
張英
劉繇軍の武将。劉繇の命で牛渚で孫策を迎え撃つが、周泰らの反乱に遭い敗北。次の戦いで孫策に一騎討ちを仕掛けるが、敵わず斬られた。
厳白虎、厳輿
厳白虎は揚州呉郡の太守、厳輿はその弟。
厳白虎は作中では「徳王」と呼ばれる。劉繇を破った孫策の次の標的にされ、厳輿は講和と称して孫策を騙し討ちにする策を練り、その使者に自らが赴くが、あっけなくバレて討たれ、厳白虎は孫策にはかなわないと判断し王朗を頼る。
許貢
呉郡太守。江東へ勢力を拡大する孫策を警戒するよう朝廷へ密書を送るが、その密書を持った使いが捕まったため事が露見し、孫策に処刑された。しかし許貢に恩義があった3人の食客により、孫策暗殺計画が実行されてしまう。
劉表
荊州の太守。身分は州牧に過ぎないが、彼の治める荊州は戦乱を免れ、物成り豊かで漢王朝の権威も衰えたこともあり、独立王国さながらの繁栄を謳歌している。
袁術に兵糧の支援を求められた際、袁紹と結託しこれを断っている。そのため袁術の怒りを買い、彼と手を結んだ孫堅に攻められるが、逆に策をもって返り討ちにしている。
曹操との戦いに敗れて落ち延びてきた玄徳一行を客人として迎え入れる。同じ漢王室の流れを汲む玄徳とは親族同様の付き合いをする。玄徳を後継者に望むが固辞され、劉琦を後継ぎにするよう遺言して死去するが、その遺志は蔡瑁により捻じ曲げられることになる。
劉琦
劉表の長男。臆病で病弱な人として描かれている。弟の一族である蔡瑁らに暗殺されることを恐れ、玄徳に仕えたばかりの孔明を呼び土下座して命乞いし救命案を聞き出し、それに従い江夏太守となった。玄徳を慕い、長坂の戦いで玄徳の救援に応じ水軍を率いて駆けつけた。病没後、玄徳が実質的に荊州の支配者となる。
余談だが、劉琦は孔明から救命案として晋の驪姫と重耳の逸話を聞く。
蔡瑁
劉表の配下であり、劉表の後妻である蔡夫人の兄。妹の産んだ次男劉琮を次の荊州の主にするべく、長男の劉琦とそれを支持する玄徳を排除しようと企む。後に曹操軍の水軍都督となり長江の対岸に一大水塞を建造、その手腕は呉の水軍を統べる周瑜をも唸らせた。蔡瑁は大抜擢に恐悦していたが、当の曹操は彼に利用価値を見出してその座を預けたのであって、最期は周瑜の策略により曹操に処刑される。
蔡和、蔡仲
蔡瑁の甥。曹操の命で「埋伏の毒」として呉陣営に送り込まれるが、周瑜に見破られ逆に利用された揚句殺された。
蔡氏、劉琮
劉表の妻とその次男。蔡氏は蔡瑁の妹。
劉表の後を、息子である劉琮に継がせるため、蔡瑁と共謀して劉琦や彼を後継ぎにするよう劉表に進言した玄徳を亡き者にしようとする。後に蔡瑁らと共に曹操に降伏し魏に向かうが、その道中で曹操の命を受けた于禁により、取り巻きと共に皆殺しにされてしまった。
蒯越
劉表の腹心。玄徳が劉表に献上した的盧が凶馬であると見抜き、返却するよう劉表に進言している。後に蔡瑁から「主君の命である」と騙され、王威、文聘と共に玄徳の暗殺を試みるが失敗する。
王威、文聘
劉表の腹心。蔡瑁の命を受け宴席の場で玄徳を殺そうとするが失敗する。
黄祖
江夏太守。荊州に攻めてきた孫堅軍の最初の相手となる。最初は善戦するが孫堅の計略にかかり矢を射尽くしてしまい、そこを孫堅軍に突かれて敗北した。
呂公
劉表軍の武将。孫堅軍が攻めてきた際、袁紹に救援を乞う使者としての役目を担い、その際に劉表から一計を預かる。少数の兵を率いて出陣し、追ってきた孫堅に落石を浴びせて殺害した。
張虎、陳生
荊州にて反乱を起こした軍の頭目。討伐に赴いた玄徳軍が少数であったため彼らを侮り、張虎は趙雲に、陳生は張飛に一騎討ちを挑むが、いずれも一瞬のうちに斬られた。この時張虎の乗っていた馬が、後に玄徳の乗馬となる的盧である。
馬騰
西涼の雄。馬超、馬休、馬鉄の父で、馬岱の叔父。
漢王室のため董承の曹操殺害計画に署名したこともある。武人らしい気骨を持ち、曹操の大権力にも毅然として抵抗の姿勢を見せる。漢王室（すなわち曹操）からは呉討伐の勅命を受け、隙あらば曹操を討ち取るつもりで赴くが、密告によって計画が曹操の知るところとなり、息子らと共に謀殺される。唯一馬岱だけが曹操の手を逃れ、西涼に残っていた馬超にことの次第を報告する。
韓遂
西涼の豪族の一人で、馬騰の義兄弟。馬超の挙兵に賛同し、二十万の大軍を集めて涼州より漢中へ攻め入った。しかし賈詡の離間の計にかかって馬超と対立し、左腕を失う。その後は魏に仕えたことになっている。
鄒靖
劉焉軍の将。玄徳と共に黄巾賊討伐に出向き、彼らの武勇を目の当たりにした。
劉璋
臆病で凡庸な益州の太守。漢中の張魯の侵攻に対抗すべく、同じ漢室の流れを汲む荊州の玄徳を頼らんとするが、玄徳が蜀を取らんとすると蜀の半分を差し出すという条件で張魯に助けを求めた。孔明は悪政を強いていると玄徳に紹介するも、部下が進言した焦土作戦を「民を守るのが領主ではないか」と退けるという一面ものぞかせた。
馬超が玄徳に降り、漢中からの援軍が望めなくなると戦意を喪失して降伏し、一族と共に荊州に赴いた。
張任
劉璋軍の忠臣。
知勇兼備の名将で、劉璋を守るべく数々の戦果を上げる。落鳳坡にて龐統を討ち取った張本人。なおも勢いに乗って玄徳軍を攻めるが、張飛ら援軍の出現と孔明の知略によって敗北し、捕えられる。玄徳に降伏を勧められるが、「忠臣は二君に仕えず」と拒み、その才を玄徳に惜しまれながら処刑された。その忠義は死してなお後世の語り草となった。
冷苞、鄧賢、劉璝
劉璋軍の武将。侵入してきた玄徳軍を、蜀の地形を利用したゲリラ戦で迎え撃ち、善戦する。
鄧賢は勢いに乗って魏延を討ち取る寸前に追い込むが、救援に駆けつけた黄忠の放った矢に当たり戦死した。冷苞もこの戦いで魏延に捕われ、劉璋軍の諸将を説き伏せることを条件に解放されたがこれを無視し、計略を用いて玄徳軍を攻めるが返り討ちにあってまたもや魏延に捕えられ、今度は処刑された。
劉璝は最後まで抵抗し、呉慰からの降伏勧告を無視して徹底抗戦を主張するが、既に戦意を喪失していた部下により雒城の城壁から突き落とされて死亡した。
楊懐、高沛
劉璋軍の武将。荊州に帰るという玄徳を見送りに訪れ、その際に彼を暗殺しようと企むが、龐統に見破られて逆に誅殺される。
張松
劉璋の幕僚。劉璋の治世に見切りをつけ、友人の法正、孟達と共に新しく益州の太守になってもらおうと玄徳に働きかける。しかし玄徳にあてた密書を兄である張粛に見つかり、謀反を密告されたため捕えられ、処刑された。
なお、玄徳のもとへ赴く前に曹操のもとへも赴いているが、ないがしろにされる。そこで曹操が作った兵法書「孟徳新書」を全て丸暗記して見せ、逆に曹操を愚弄した所百丈の刑を受けて追い返されている。
王累
劉璋の幕僚。玄徳を迎え入れようとする劉璋を、城門に逆さ吊りになって諌めた。しかし聞き入れられず、「惜しいかな蜀」と言い残し縄を切って自殺した。作中で名前は「王塁」と表記されている。
劉度
荊州の零陵郡太守。気弱な性格で蜀軍侵攻の知らせを聞きかなわないと思いつめた。息子・劉延に押し切られ邢道栄を差し向けるがあっけなく敗れたため、降伏した。
邢道栄
劉度に仕える武将。六十斤の大まさかりを自由に扱う豪傑。蜀軍を相手に先陣を切るが張飛や趙雲らの相手ではなく一度降伏する。その後、寝返ったと見せて蜀軍を裏切る作戦をたてるがあっけなく見破られ、趙雲に討たれた。
金旋
荊州の武陵郡太守。プライドが高く、蜀軍に対し徹底抗戦を主張し自ら出陣。張飛と戦うがあっけなく敗れ城に引き返すも、配下の鞏志に見限られて討たれた。耿紀とともに曹操に反乱を起こし金禕の父であるが、本作では触れられていない。
趙範
荊州の桂陽郡太守。趙雲の侵攻を聞きすぐさま降伏を考える。親交のしるしとして趙雲に自身の兄嫁を差し上げようとしたところ、それに怒った趙雲に叩きのめされたため、彼の寝首を掻く計略を立てる。しかし見破られて失敗、逆に趙雲に捕らわれて降伏した。
陳応、鮑隆
趙範に仕える武将。陳応は三又の槍を武器に趙雲に挑むが、彼の敵ではなく、槍を落とされ追い返される。その後趙範の面子回復のため、趙雲の暗殺に両名兵を連れて出向くが、見破られて逆に討たれた。
韓玄
荊州の長沙郡太守。自らの楽しみのために民を苦しめていた悪代官として描かれる。蜀軍侵攻に際し黄忠を差し向けるが、その戦いぶりに疑念を抱き彼を処刑しようとする。しかしその直前、魏延に先導された民衆の反乱に遭い、魏延に討ち取られた。
楊齢
韓玄に仕える武将。関羽を相手に大口をたたいて出陣するが、一瞬で斬られた。
張魯
漢中に拠点を置く、道教教団である五斗米道の三代目の教祖。
蜀の劉璋とは敵対関係にあり、益州を自分の領土にするべくたびたび国境争いを行う。領民に対しては徳のある政治を行い、曹操の漢中侵攻の際には領民が困窮しないように宝物庫や食糧庫を封印し、戦火で焼失しないように配慮を見せる。最後は楊松の裏切りにあって曹操に降伏し、前述の配慮を讃えられて厚遇された。
張衛
張魯の弟。魏軍の進撃に降伏を考える兄に対し、徹底抗戦を主張する。本拠地へ迫った魏軍に対し一隊を率いて応戦するが、許褚に斬られた。
楊昂、楊任
張魯配下の武将。陽平関の戦いにおいて夜襲をかけ、張郃、夏侯淵を撃退する。しかし功を焦った楊昂はそのまま追撃し、逆に張郃に斬られ張魯軍も敗北する。楊任は汚名返上の為再度出陣し、夏侯淵と打ち合うも斬られた。
楊松
張魯配下の将。賄賂によって主君を動かす小物として描かれた。玄徳が馬超を味方に引き入れる際は、張魯に「馬超に叛意あり」と吹き込み、馬超を孤立させた。魏軍の漢中侵攻の際には龐徳を魏に売り、最終的には主君張魯をも曹操に売った。しかし保身のためなら主君をも敵に売る行為を曹操に咎められ、漢中平定後に処刑された。
高定、雍闓、朱褒
益州南部の三郡の太守。玄徳死後の蜀に不満を持ち、反乱を起こす。高定は孔明の離間の策により雍闓、朱褒を討ち、その功績から益州三郡の太守に任じられた。
鄂煥
高定の部下。方天戟を操る豪傑で、魏延を圧倒する力を見せ付けるが、策にはまり捕われる。その後高定と共に雍闓、朱褒を討ち、蜀に帰順した。
孟獲
南蛮国の大王。
玄徳の死後、曹丕の蜀への五路侵攻に乗じ、南蛮王の孟獲は10万の南蛮軍を従えて蜀に進軍を開始する。孔明によって五路侵攻は食い止められるが、その後高定らの反乱の後押しをしたことから南蛮を後顧の憂いと見た孔明は自ら指揮を執って南蛮征伐を開始し、孟獲らと対峙することになる。孔明に何度も挑み、捕らえられながらも全く従おうとしなかったが、そのたびに赦免され続ける。七度目の赦免で孔明の度量に感じ入り、心服した。
孟優
孟獲の弟で、南蛮国の副大王。孟獲と共に蜀軍と戦い、何度も捕縛された。孟獲が降伏した後は彼に従った。
祝融夫人
孟獲の妻。祝融神の末裔といわれる女傑。飛刀の使い手。
孔明に翻弄され弱気になる孟獲を叱りつけ自ら出陣し、張嶷と馬忠を生け捕りにした。さらに趙雲や魏延を相手に飛刀を使った戦法で悩ませるが、罵声を浴びせられたことに激高し深追いしたところを捕らえられ、人質交換に使われた。その後も孟獲と共に戦うが、最後はともに降伏した。
帯来洞主
祝融夫人の弟。木鹿王や兀突骨と共闘することを孟獲に献策した。孟獲が降伏した後は彼に従った。
忙牙長
孟獲配下の豪傑。蜀軍相手に先陣を切り、王平を圧倒する。後に馬岱と一騎討ちになるが、一合で斬られてしまった。
金環三結、董荼那、阿会喃
南蛮を治める三洞穴の元帥。孟獲の要請に応じて出陣するが、金環三結は趙雲に討たれ、残る二元帥は孔明に降伏し、孟獲を捕らえることに成功する。しかし釈放された孟獲に処刑される。
朶思王
禿竜洞の王。南蛮一の頭脳派として知られ、禿竜洞の自然と四泉の毒を以て蜀軍を苦しめた。しかしそれを突破され、孟獲と共に捕らわれてしまう。釈放された後孟獲の命で三江城を守るが、あっけない討ち死にを遂げる。
楊鋒
銀冶谷の洞主。禿竜洞の戦いの前に蜀軍によって制圧され降伏した。孔明に助命してもらった恩を返すため、禿竜洞に援軍と偽って乗り込み、孟獲らを捕らえた。
木鹿王
南蛮の八納洞の王。孟獲とは覇権争いをしていたが、蜀軍の侵攻に際し手を組んだ。
自身は象に乗り、猛獣を操って蜀軍を苦しめたが、孔明の開発した木獣により撃退され、木鹿王自身も関索の手により討ち死にした。
兀突骨
南蛮の烏戈国の王。水に強く刀も矢も通さない鎧・藤甲を纏った兵を操る。洞窟に住んでおり、独特な料理を孟獲らにふるまう。
藤甲の強さを頼みに蜀軍を圧倒するが、地雷を用いた孔明の計略にかかり藤甲軍もろとも焼死した。
徹里吉
西羌の王。孔明の北伐に際し、雅丹丞相と越吉元帥を差し向ける。作中で名前は呼称されない。
雅丹、越吉
西羌の丞相と元帥。孔明の北伐に際し、曹真の要請で西羌の軍を率いて参戦。鉄車部隊を指揮し蜀軍を圧倒し、さらに越吉は二つの槌を振るって関興を討ち死に寸前まで追い込んだ。しかし孔明の知略によって鉄車部隊の動きを封じこまれ、越吉は関興に討たれてしまう。雅丹も捕えられた後、鉄車と兵士と共に西羌へ返された。

#### その他
芙蓉姫
張飛の元主人に当たる「鴻家」の娘で、玄徳の初恋の女性。一族が黄巾賊によって殺されてしまい、寺の和尚に匿われていたところで玄徳と知り合う。その後、玄徳共々窮地を救った元家臣の張飛に連れられて、鴻家に縁のある大人の家に養われることになり、そこで再び玄徳と運命的な出会いを果たす。作中では玄徳がまだ城主としてではなく放浪の身であった時に登場し、玄徳との一時ばかりのラブロマンスを演出することになるのだが、その後は登場せず詳細は不明。正史にも『三国志演義』にも登場しない人物であり、本作の参考図書の一つである吉川英治の小説「三国志」にて登場する。なお吉川三国志では糜夫人として後に玄徳と結婚するが、横山版にその描写はない。
呂伯奢
曹操の知人。董卓に追われていた曹操と陳宮を匿ってもてなすが、料理の下準備をしていた使用人を、自分を暗殺しようとしていると勘違いした曹操により皆殺しにされる。その後買い物から戻ってきたところを呂伯奢邸を出発した曹操とはち合わせるが、「家の惨状を見れば自分のことを密告するだろう」と恐れた曹操によって殺された。
水鏡先生
荊州に住む学者で本名は司馬徽、水鏡は道号である。蔡瑁の陰謀により命を狙われて逃亡する玄徳を、自身の家に導いて匿う。長らく雌伏の時を過ごす玄徳に対して、軍師の必要性を説き、伏竜（孔明）と鳳雛（龐統）の存在を伝える。口癖は「よしよし」。
華陀
呉の地に住む医者であり「天下の名医」として知られ、孫策や関羽に治療を施す。龐徳との戦で左手に矢傷を受けた関羽の元に現れ治療を行い、華陀が血を抜き骨を削るという荒療治の最中、平然と治療を受ける関羽を「天下の名患者」と喩える。後に曹操の元にも診断に訪れるが、逆に関羽との繋がりを疑われて投獄され、処刑されてしまう。
左慈
峨眉山で30年修行したという仙人。ふらりと魏王宮を訪れ、曹操に王座から引退し、自分に師事して無限に生きる修行を奨める。しかし玄徳に王座を譲る事も奨めた一言が曹操の逆鱗に触れ投獄されるが、その人間離れした術で軽々と逃げ出した。
于吉
江州の民衆の間で仙人と噂される老人。神通力を使うと言われ、民衆にも人気があったが、孫策から「民の心を惑わす」として処刑された。その後、孫策は于吉の幻覚を見るようになり、衰弱死してしまう。
管輅
凄腕の占師で数々の伝説を持つ。左慈の妖術で昏倒した曹操を回復させるために呼び出され、魯粛の死や都での反乱を予言した。
孟節
南蛮王孟獲の兄。財宝や名声を求めて南蛮を支配する弟たちに嫌気がさし、禿竜洞にて隠遁生活を送っている。人々からは「万安先生」と呼ばれ、四泉の毒にあたった旅人を治すことで知られる。禿竜洞の自然に悩まされる蜀軍を救い、進軍に際しての助言も行った。

## 書誌情報

### 単行本
- 横山光輝 『三国志』 潮出版社〈希望コミックス〉、全60巻
  1. 「桃園の誓い」1974年4月20日発行[8]、ISBN 4-267-90101-5
  2. 「黄巾賊退治」1974年5月20日発行[9]、ISBN 4-267-90102-3
  3. 「漢室の風雲」1974年6月20日発行[10]、ISBN 4-267-90103-1
  4. 「乱世の奸雄」1974年7月20日発行[11]、ISBN 4-267-90104-X
  5. 「董卓追討軍」1974年8月20日発行[12]、ISBN 4-267-90101-5
  6. 「玉璽の行くえ」1974年9月25日発行[13]、ISBN 4-267-90105-8
  7. 「江東の波乱」1975年2月25日発行[14]、ISBN 4-267-90107-4
  8. 「呂布と曹操」1975年7月25日発行[15]、ISBN 4-267-90108-2
  9. 「曹操の台頭[注 2]」1976年3月10日発行[16]、ISBN 4-267-90109-0
  10. 「徐州の謀略戦」1976年12月20日発行[17]、ISBN 4-267-90110-4
  11. 「孫策の快進撃」1977年6月20日発行[18]、ISBN 4-267-90111-2
  12. 「南陽の攻防戦」1977年6月20日発行[19]、ISBN 4-267-90112-0
  13. 「玄徳の危機」1977年6月20日発行[20]、ISBN 4-267-90113-9
  14. 「呂布の末路」1978年7月10日発行[21]、ISBN 4-267-90114-7
  15. 「玄徳の秘計」1978年12月20日発行[22]、ISBN 4-267-90115-5
  16. 「曹操の智謀」1979年5月20日発行[23]、ISBN 4-267-90116-3
  17. 「関羽の苦悶」1979年8月20日発行[24]、ISBN 4-267-90117-1
  18. 「決死の千里行」1979年12月10日発行[25]、ISBN 4-267-90118-X
  19. 「呉国の暗雲」1980年2月20日発行[26]、ISBN 4-267-90119-8
  20. 「凶馬と玄徳」1980年8月10日発行[27]、ISBN 4-267-90120-1
  21. 「孔明の出廬」1980年12月20日発行[28]、ISBN 4-267-90121-X
  22. 「初陣孔明」1981年1月10日発行[29]、ISBN 4-267-90122-8
  23. 「長坂の攻防」1981年3月10日発行[30]、ISBN 4-267-90123-6
  24. 「孔明の大論陣」1981年7月10日発行[31]、ISBN 4-267-90124-4
  25. 「赤壁の前哨戦」1981年9月10日発行[32]、ISBN 4-267-90125-2
  26. 「赤壁の戦い」1981年11月10日発行[33]、ISBN 4-267-90126-0
  27. 「南郡争奪戦」1982年1月10日発行[34]、ISBN 4-267-90127-9
  28. 「進攻玄徳軍」1982年3月20日発行[35]、ISBN 4-267-90128-7
  29. 「政略結婚」1982年6月20日発行[36]、ISBN 4-267-90129-5
  30. 「周瑜と竜鳳」1982年9月20日発行[37]、ISBN 4-267-90130-9
  31. 「馬超の逆襲」1982年12月20日発行[38]、ISBN 4-267-90131-7
  32. 「渭水の決戦」1983年3月20日発行[39]、ISBN 4-267-90132-5
  33. 「蜀への隘路」1983年6月10日発行[40]、ISBN 4-267-90133-3
  34. 「落鳳坡の衝撃」1983年9月20日発行[41]、ISBN 4-267-90134-1
  35. 「成都攻略戦」1983年11月25日発行[42]、ISBN 4-267-90135-X
  36. 「漢中侵攻軍」1983年12月28日発行[43]、ISBN 4-267-90136-8
  37. 「魏呉激突」1984年4月2日発行[44]、ISBN 4-267-90137-6
  38. 「張飛の智略」1984年7月16日発行[45]、ISBN 4-267-90138-4
  39. 「漢水の戦い」1984年9月20日発行[46]、ISBN 4-267-90139-2
  40. 「漢中王劉備」1984年11月20日発行[47]、ISBN 4-267-90140-6
  41. 「関羽の不覚」1984年12月25日発行[48]、ISBN 4-267-90141-4
  42. 「曹操の死」1985年3月1日発行[49]、ISBN 4-267-90142-2
  43. 「蜀の明暗」1985年4月1日発行[50]、ISBN 4-267-90143-0
  44. 「蜀呉の死闘」1985年6月1日発行[51]、ISBN 4-267-90144-9
  45. 「劉備の死」1985年8月15日発行[52]、ISBN 4-267-90145-7
  46. 「孔明の南蛮行」1985年10月15日発行[53]、ISBN 4-267-90146-5
  47. 「瀘水の戦い」1985年12月20日発行[54]、ISBN 4-267-90147-3
  48. 「孟獲心攻戦」1986年4月10日発行[55]、ISBN 4-267-90148-1
  49. 「出師の表」1986年6月10日発行[56]、ISBN 4-267-90149-X
  50. 「孔明北伐行」1986年8月15日発行[57]、ISBN 4-267-90150-3
  51. 「姜維の帰順」1986年10月15日発行[58]、ISBN 4-267-90151-1
  52. 「街亭の戦い」1987年1月20日発行[59]、ISBN 4-267-90152-X
  53. 「陳倉の戦い」1987年4月25日発行[60]、ISBN 4-267-90153-8
  54. 「陳倉城攻略」1987年7月30日発行[61]、ISBN 4-267-90154-6
  55. 「祁山夏の陣」1987年10月30日発行[62]、ISBN 4-267-90155-4
  56. 「孔明の帰国」1988年1月30日発行[63]、ISBN 4-267-90156-2
  57. 「祁山の戦い」1988年4月20日発行[64]、ISBN 4-267-90157-0
  58. 「五丈原への道」1988年6月20日発行[65]、ISBN 4-267-90158-9
  59. 「秋風五丈原」1988年8月20日発行[66]、ISBN 4-267-90159-7
  60. 「蜀漢その後」1988年10月20日発行[67]、ISBN 4-267-90160-0
- 横山光輝 『大判 三国志』 潮出版社、全21巻
  1. 「桃園の誓い」2017年1月25日発行[68]、ISBN 978-4-267-90641-1
  2. 「乱世の奸雄」2017年2月25日発行[69]、ISBN 978-4-267-90642-8
  3. 「呂布と曹操」2017年3月25日発行[70]、ISBN 978-4-267-90643-5
  4. 「孫策の野望」2017年4月25日発行[71]、ISBN 978-4-267-90644-2
  5. 「呂布最終章」2017年5月25日発行[72]、ISBN 978-4-267-90645-9
  6. 「劉備の緋計」2017年6月24日発行[73]、ISBN 978-4-267-90646-6
  7. 「関羽千里行」2017年7月25日発行[74]、ISBN 978-4-267-90647-3
  8. 「三顧の礼」2017年8月25日発行[75]、ISBN 978-4-267-90648-0
  9. 「赤壁の戦い」2017年5月25日発行[76]、ISBN 978-4-267-90645-9
  10. 「劉備の結婚」2017年10月25日発行[77]、ISBN 978-4-267-90650-3
  11. 「馬超の逆襲」2017年11月25日発行[78]、ISBN 978-4-267-90651-0
  12. 「龐統の誤算」2017年12月25日発行[79]、ISBN 978-4-267-90652-7
  13. 「魏王曹操」2018年1月25日発行[80]、ISBN 978-4-267-90653-4
  14. 「漢中王劉備」2018年2月24日発行[81]、ISBN 978-4-267-90654-1
  15. 「蜀皇帝劉備」2018年3月25日発行[82]、ISBN 978-4-267-90655-8
  16. 「孔明の南蛮」2018年4月25日発行[83]、ISBN 978-4-267-90656-5
  17. 「孟獲心攻戦」2018年5月25日発行[84]、ISBN 978-4-267-90657-2
  18. 「出師の表」2018年6月25日発行[85]、ISBN 978-4-267-90658-9
  19. 「馬謖の不覚」2018年7月25日発行[86]、ISBN 978-4-267-90659-6
  20. 「蜀魏の死闘」2018年8月25日発行[87]、ISBN 978-4-267-90660-2
  21. 「秋風五丈原」2018年9月25日発行[88]、ISBN 978-4-267-90661-9

### 文庫版
- 横山光輝 『三国志』 潮出版社〈潮漫画文庫〉、全30巻
  1. 「桃園の誓い」1997年11月25日発行[89]、ISBN 4-267-01441-8
  2. 「漢室の風雲」1997年11月25日発行[90]、ISBN 4-267-01442-6
  3. 「董卓追討軍」1998年1月25日発行[91]、ISBN 4-267-01443-4
  4. 「呂布と曹操」1998年1月25日発行[92]、ISBN 4-267-01444-2
  5. 「徐州の謀略戦」1998年3月25日発行[93]、ISBN 4-267-01445-0
  6. 「南陽の攻防戦」1998年3月25日発行[94]、ISBN 4-267-01446-9
  7. 「呂布の末路」1998年5月25日発行[95]、ISBN 4-267-01447-7
  8. 「曹操の智謀」1998年5月25日発行[96]、ISBN 4-267-01448-5
  9. 「関羽の千里行」1998年7月25日発行[97]、ISBN 4-267-01449-3
  10. 「玄徳と凶馬」1998年7月25日発行[98]、ISBN 4-267-01450-7
  11. 「孔明の出廬」1998年9月25日発行[99]、ISBN 4-267-01451-5
  12. 「孔明の大論陣」1998年9月25日発行[100]、ISBN 4-267-01452-3
  13. 「赤壁の戦い」1998年11月25日発行[101]、ISBN 4-267-01453-1
  14. 「進攻玄徳軍」1998年11月25日発行[102]、ISBN 4-267-01454-X
  15. 「周瑜と竜鳳」1999年1月25日発行[103]、ISBN 4-267-01455-8
  16. 「馬超の逆襲」1999年1月25日発行[104]、ISBN 4-267-01456-6
  17. 「落鳳坡の衝撃」1999年3月25日発行[105]、ISBN 4-267-01457-4
  18. 「成都攻略戦」1999年3月25日発行[106]、ISBN 4-267-01458-2
  19. 「張飛の智略」1999年5月25日発行[107]、ISBN 4-267-01459-0
  20. 「漢中王劉備」1999年5月25日発行[108]、ISBN 4-267-01460-4
  21. 「関羽の不覚」1999年7月25日発行[109]、ISBN 4-267-01461-2
  22. 「蜀呉の死闘」1999年7月25日発行[110]、ISBN 4-267-01462-0
  23. 「孔明の南蛮行」1999年9月25日発行[111]、ISBN 4-267-01463-9
  24. 「孟獲心攻戦」1999年9月25日発行[112]、ISBN 4-267-01464-7
  25. 「出師の表」1999年11月25日発行[113]、ISBN 4-267-01465-5
  26. 「街亭の戦い」1999年11月25日発行[114]、ISBN 4-267-01466-3
  27. 「陳倉の戦い」2000年1月25日発行[115]、ISBN 4-267-01467-1
  28. 「孔明の帰国」2000年1月25日発行[116]、ISBN 4-267-01468-X
  29. 「祁山の戦い」2000年3月25日発行[117]、ISBN 4-267-01469-8
  30. 「秋風五丈原」2000年3月25日発行[118]、ISBN 4-267-01470-1

### 愛蔵版
- 横山光輝 『三国志』 潮出版社、全30巻
  1. 「桃園の誓い」2007年3月5日発行[119]、ISBN 978-4-267-01761-2
  2. 「漢室の風雲」2007年4月5日発行[120]、ISBN 978-4-267-01762-9
  3. 「董卓追討軍」2007年5月7日発行[121]、ISBN 978-4-267-01763-6
  4. 「呂布と曹操」2007年6月5日発行[122]、ISBN 978-4-267-01764-3
  5. 「徐州の謀略戦」2007年7月6日発行[123]、ISBN 978-4-267-01765-0
  6. 「南陽の攻防戦」2007年8月6日発行[124]、ISBN 978-4-267-01766-7
  7. 「呂布の末路」2007年9月5日発行[125]、ISBN 978-4-267-01767-4
  8. 「曹操の智謀」2007年10月5日発行[126]、ISBN 978-4-267-01768-1
  9. 「関羽の千里行」2007年11月5日発行[127]、ISBN 978-4-267-01769-8
  10. 「玄徳と凶馬」2007年12月5日発行[128]、ISBN 978-4-267-01770-4
  11. 「孔明の出廬」2008年1月7日発行[129]、ISBN 978-4-267-01771-1
  12. 「孔明の大論陣」2008年2月5日発行[130]、ISBN 978-4-267-01772-8
  13. 「赤壁の戦い」2008年3月5日発行[131]、ISBN 978-4-267-01773-5
  14. 「進攻玄徳軍」2008年4月5日発行[132]、ISBN 978-4-267-01774-2
  15. 「周瑜と竜鳳」2008年5月7日発行[133]、ISBN 978-4-267-01775-9
  16. 「馬超の逆襲」2008年6月5日発行[134]、ISBN 978-4-267-01776-6
  17. 「落鳳坡の衝撃」2008年7月5日発行[135]、ISBN 978-4-267-01777-3
  18. 「成都攻略戦」2008年8月5日発行[136]、ISBN 978-4-267-01778-0
  19. 「張飛の智略」2008年9月5日発行[137]、ISBN 978-4-267-01779-7
  20. 「漢中王劉備」2008年10月6日発行[138]、ISBN 978-4-267-01780-3
  21. 「関羽の不覚」2008年11月5日発行[139]、ISBN 978-4-267-01781-0
  22. 「蜀呉の死闘」2008年12月5日発行[140]、ISBN 978-4-267-01782-7
  23. 「孔明の南蛮行」2009年1月7日発行[141]、ISBN 978-4-267-01783-4
  24. 「孟獲心攻戦」2009年2月5日発行[142]、ISBN 978-4-267-01784-1
  25. 「出師の表」2009年3月5日発行[143]、ISBN 978-4-267-01785-8
  26. 「街亭の戦い」2009年4月6日発行[144]、ISBN 978-4-267-01786-5
  27. 「陳倉の戦い」2009年5月7日発行[145]、ISBN 978-4-267-01787-2
  28. 「孔明の帰国」2009年6月5日発行[146]、ISBN 978-4-267-01788-9
  29. 「祁山の戦い」2009年7月6日発行[147]、ISBN 978-4-267-01789-6
  30. 「秋風五丈原」2009年8月5日発行[148]、ISBN 978-4-267-01790-2

### カジュアルワイド
- 横山光輝 『三国志』 潮出版社〈希望コミックス カジュアルワイド〉、全25巻
  1. 「桃園の誓い」2019年6月25日発行[149]、ISBN 978-4-267-90681-7
  2. 「董卓追討軍」2019年7月25日発行[150]、ISBN 978-4-267-90682-4
  3. 「呂布と曹操」2019年8月24日発行[151]、ISBN 978-4-267-90683-1
  4. 「徐州の謀略戦」2019年9月25日発行[152]、ISBN 978-4-267-90684-8
  5. 「南陽の攻防戦」2019年10月25日発行[153]、ISBN 978-4-267-90685-5
  6. 「呂布の末路」2019年11月25日発行[154]、ISBN 978-4-267-90686-2
  7. 「曹操の智謀」2019年12月25日発行[155]、ISBN 978-4-267-90687-9
  8. 「関羽の千里行」2020年1月25日発行[156]、ISBN 978-4-267-90688-6
  9. 「三顧の礼」2020年2月25日発行[157]、ISBN 978-4-267-90689-3
  10. 「孔明の大論陣」2020年3月25日発行[158]、ISBN 978-4-267-90690-9
  11. 「赤壁の戦い」2020年4月25日発行[159]、ISBN 978-4-267-90691-6
  12. 「侵攻玄徳軍」2020年5月25日発行[160]、ISBN 978-4-267-90692-3
  13. 「周瑜と竜鳳」2020年6月25日発行[161]、ISBN 978-4-267-90693-0
  14. 「落鳳城の衝撃」2020年7月25日発行[162]、ISBN 978-4-267-90694-7
  15. 「成都攻略戦」2020年8月25日発行[163]、ISBN 978-4-267-90695-4
  16. 「張飛の智略」2020年9月25日発行[164]、ISBN 978-4-267-90696-1
  17. 「関羽の不覚」2020年10月25日発行[165]、ISBN 978-4-267-90697-8
  18. 「蜀皇帝劉備」2020年11月25日発行[166]、ISBN 978-4-267-90698-5
  19. 「孔明の南蛮行」2020年12月25日発行[167]、ISBN 978-4-267-90699-2
  20. 「孟獲心攻戦」2021年1月25日発行[168]、ISBN 978-4-267-90700-5
  21. 「出師の表」2021年2月25日発行[169]、ISBN 978-4-267-90701-2
  22. 「街亭の戦い」2021年3月25日発行[170]、ISBN 978-4-267-90702-9
  23. 「蜀魏関ケ原」2021年4月25日発行[171]、ISBN 978-4-267-90703-6
  24. 「祁山の戦い」2021年5月25日発行[172]、ISBN 978-4-267-90704-3
  25. 「秋風五丈原」2021年6月25日発行[173]、ISBN 978-4-267-90705-0

### バイリンガル版
- 横山光輝（原作） / ロジャー・プライア（翻訳） 『バイリンガル版 三国志』 潮出版社、既刊2巻（2021年8月5日現在）
  1. 「桃園の誓い」2019年11月25日発行[174]、ISBN 978-4-267-02210-4
  2. 「英雄論」2021年8月5日発行[175]、ISBN 978-4-267-02211-1

### 関連書籍
各・潮出版社で刊行
- 『横山光輝「三国志」大百科　永久保存版』潮出版社コミック編集部編、2003年4月、改訂版2019年9月。ISBN 978-4-267-02209-8
- 『横山光輝「三国志」研究会』立間祥介監修、2010年8月[176]、ISBN 978-4-267-01850-3
- 『〜人生は格言だ！〜 横山光輝「三国志」武将かるた』2011年11月[177]、ISBN 978-4-267-90555-1
- 『日めくりまいにち横山光輝三国志』2018年11月[178]、ISBN 978-4-267-90669-5
- 改訂版『横山光輝「三国志」大百科志』2019年9月[179]、ISBN 978-4-267-02209-8
- 『三国志で楽しく学ぶ中国語 初級編』2021年6月[180]、ISBN 978-4-267-02274-6
- 渡邉義浩『横山光輝で読む三国志』潮新書、2022年3月。ISBN 978-4-267-02338-5

## メディア展開

### 映像化
本作品は何度かアニメ化されている。
三国志 (日本テレビ)
1985年に日本テレビ系『水曜ロードショー』の特別作品として放送された。続編として『三国志II 天駆ける英雄たち』も製作された。ただしこれらの2作品は、横山光輝とは絵柄が大きく異なっている上に、于禁が女性で赤壁の戦いで戦死するなどの大胆な内容変更がされている。
横山光輝 三国志
1991年10月から1992年までテレビ東京で全47話のシリーズ作品として放送された。絵柄内容ともにほぼ原作を踏襲した作りになっているが、原作ではカットされている官渡の戦いも描かれ、ストーリーは赤壁の戦いまでで終了する。

### ゲーム
横山光輝 三国志 (ゲーム)
スーパーファミコン用シミュレーションゲーム。1992年に第1作、1993年に第2作が発売された。

### ゲームとのコラボレーション
三国志大戦
2005年から2015年まで稼働していたセガのアーケードゲーム。本作のキャラクターがゲーム内に登場している。ボイスはあるものの声優は非公開。2007年9月から本作のスペシャル限定画像や待受けや着ボイスやゲーム内のチーム機能で使えるチームエムブレムが「三国志大戦.NET」内で配信、10月25日からは一人用のストーリーモードである群雄伝にて本作のストーリーをゲーム内で再現した「横山三国志伝」が登場した。2016年から稼働している第2期シリーズでも引き続き本作のキャラクターが登場。登場キャラクターは2019年1月16日に稼働したVer.2.1.0Bより司馬懿（声 - 石田彰）、曹仁（声 - 益山武明）、曹操（声 - 子安武人）、関羽（声 - 速水奨）、黄忠（声 - 竹内良太）、諸葛亮（声 - 速水奨）、趙雲（声 - 石田彰）、張飛（声 - 関智一）、馬超（声 - 八代拓）、劉備（声 - 菅沼久義）、甘寧（声 - 菅沼久義）、周瑜（声 - 杉田智和）、孫権（声 - 村瀬歩）、魯粛（声 - 佐藤拓也）が登場。2019年8月7日に稼働したVer.2.5.1Cからは夏侯惇（声 - 速水奨）、張郃（声 - 江越彬紀）、龐徳（声 - 益山武明）、魏延（声 - 杉田智和）、姜維（声 - 佐藤拓也）、徐庶（声 - 子安武人）、馬岱（声 - 菅沼久義）、龐統（声 - 中村悠一）、太史慈（声 - 佐藤拓也）、陸遜（声 - 江越彬紀）孫策（声 - 関智一）、顔良（声 - 益山武明）、文醜（声 - 伊原正明）、貂蝉（声 - 赤﨑千夏）、孟獲（声 - 江越彬紀）、呂布（声 - 中村悠一）も追加で登場している。
三国志大戦トレーディングカードゲーム
2014年に発売の2周年記念ブースターパックに横山光輝『三国志』とのコラボカードが登場。
大戦乱!!三国志バトル
2012年5月にリリース。2016年に横山光輝『三国志』とのコラボイベントを開催。
三国志ロワイヤル
2013年11月27日にMobageでサービスを開始したシミュレーションゲームで、2023年4月12日にDeNAがサービスを終了した。2021年に横山光輝『三国志』とのコラボを開催した。
LINE 三国志ブレイブ
2015年にLINEでサービスを開始したスマートフォン向けRPGで、2016年11月にサービスを終了した。2016年7月に横山光輝『三国志』とのコラボを開催している。
三國志 覇道
コーエーテクモゲームスが2020年9月にサービスを開始したスマートフォン向けMMO戦略シミュレーションゲーム。2022年9月に横山光輝『三国志』とのコラボレーションイベントを開催した。

### タイアップ
- 兵庫県神戸市長田区にある新長田駅の商店街では、横山光輝の故郷であり2007年より毎年三国志祭が開かれ、祭りに併せて総勢128名の登場人物の垂れ幕が下がっている[221][222]。
- 2014年にソニーデジタルエンタテイメントから作中の40コマを使用したLINEのスタンプが発売された[223]。
- 2016年12月から日本経済新聞の電子版の広告に起用された[224]。特設サイトでは「日経三国志」として登場キャラクターがキャンペーンやサービスについて説明。CMも数パターン制作されテレビ放送された。また、東京50カ所、大阪20カ所の地下鉄の駅で、キャラクターのセリフを経済にまつわる言葉に置き換えた看板が掲示された[225][226] 2017年2月からは「日経三国志大喜利の乱」として吹き出しにセリフを入れる公募を行い、受賞作は駅看板広告に採用された[227][228]。登場人物は諸葛亮（声 - 池田秀一）、劉備（声 - 増岡弘）、関羽（声 - 小林清志）、張飛（声 - 神谷明）、祝融夫人（声 - 池田昌子）、曹操（声 - 野沢雅子）となっている。
- 2018年11月にfigmaシリーズから関羽のフィギュアが発売された[229]。